# Puenteareas
Puenteareas (oficialmente en gallego: Ponteareas) es un municipio y una villa de España. Pertenece a la provincia de Pontevedra, en la comunidad autónoma de Galicia. La villa de Puenteareas, capital del municipio, se encuentra comprendida dentro de la parroquia homónima.
Entre sus festividades más importantes cabe destacar la celebración de Corpus Christi, en la que sus vecinos confeccionan manualmente numerosas alfombras florales en las calles de la villa en honor al Santísimo Sacramento, en una fiesta declarada de Interés Turístico Internacional en el año 2009.

## Toponimia
- Puenteareas es el topónimo tradicional en castellano. Fue la denominación oficial hasta el 5 de octubre de 1984.[9]

- Ponteareas es la denominación en gallego,[10] oficial desde el 5 de octubre de 1984.

El historiador tudense Francisco Ávila y La Cueva, en su libro Historia Civil y Eclesiástica de la ciudad de Tuy y su Obispado (año 1852) asegura en el Tomo II, capítulo 10 Villa de Puenteareas, página 219, que: «el puente sobre aguas en memoria del que está a la salida del pueblo dio nombre a la Villa». Por lo tanto, su origen está relacionado por las dos palabras que lo forman: Puente (en referencia al de los Remedios, también conocido como Puente de San Roque) y Areas (que es la parroquia a la que está unida por dicho puente).

### Gentilicio
El gentilicio de Puenteareas es: ponteareano/puenteareano o ponteareana/puenteareana.

### Apodos
A Puenteareas se lo conoce como «La Villa del Corpus» y también «La Villa del Tea».

## Símbolos
Los símbolos municipales son su escudo y su bandera:
- Según la diputación de Pontevedra, el escudo fue aprobado por resolución del Ministerio del Interior el 27 de enero de 1978, con el siguiente blasón: «En campo de azur, un puente de tres arcos, de oro, sobre ondas de plata y azur, sumado, a diestra, de una capilla de plata, y de un león, contornado en oro, en el centro. Al timbre, corona real, cerrada.» No estaría adaptado a la legislación gallega aplicable. Francisco Ávila y La Cueva, en su libro Historia Civil y Eclesiástica de la ciudad de Tuy y su Obispado (1852) asegura en el Tomo II, capítulo 10 Villa de Puenteareas, página 219, que el puente sobre aguas que aparece en el escudo es «en memoria del que está a la salida del pueblo dio nombre a la Villa» mientras que la capilla es «la de Nuestra Señora de los Remedios que halla inmediata» al puente. En cuanto al león «sin más significado que el haberlo ordenado así la Justicia y Ayuntamiento del presente pueblo».[13]
- También según la diputación, la bandera fue aprobada en el Reglamento de Honores y Distinciones el 6 de noviembre de 1974: «Cortada o partida en banda, de color blanco la parte superior y azur la inferior. El conjunto irá bordado en oro con fleco y en el centro llevará el escudo del municipio, rodeado del lema Ilmo. Ayuntamiento de Puenteareas».

### Himno
El himno del municipio es el pasodoble Puenteareas, cuyo compositor es el ponteareano Reveriano Soutullo Otero (1884-1932). Fue estrenado el 20 de octubre de 1929.

## Geografía

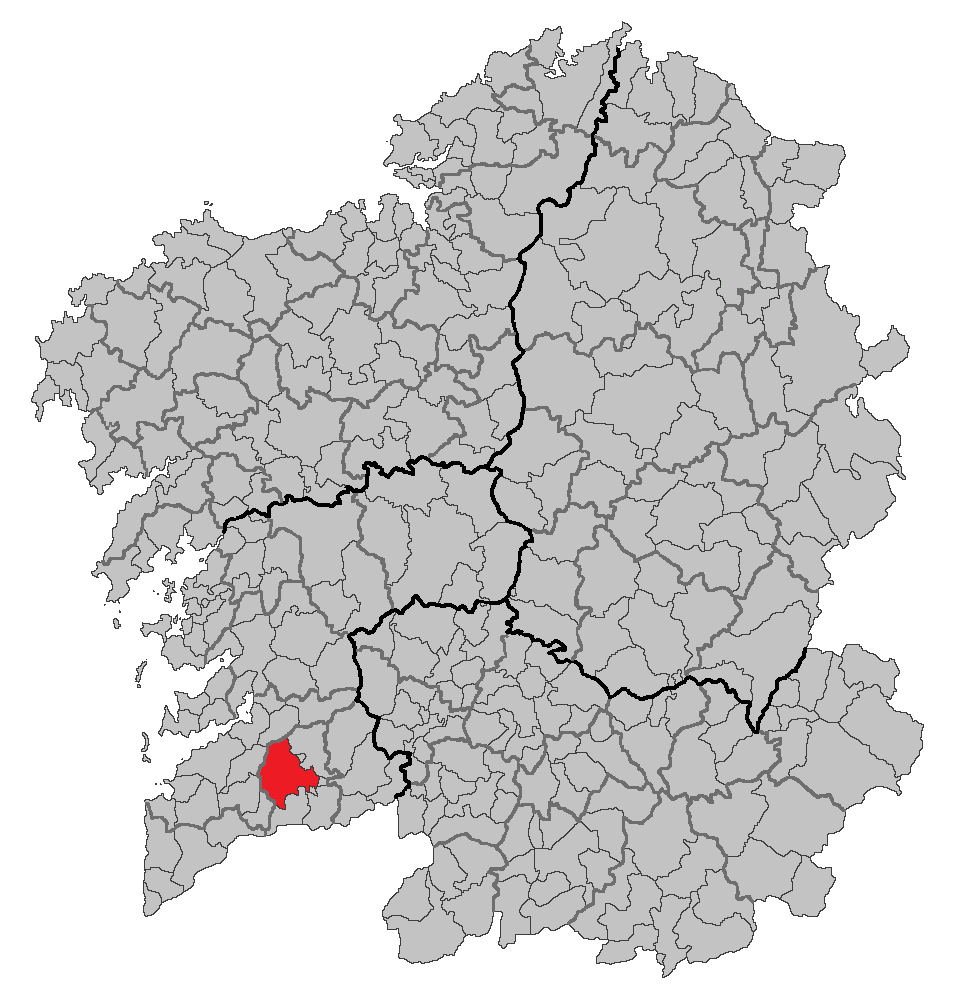
Puenteareas en Galicia

El término municipal tiene una extensión de 125,53 km², situado en el sur de la provincia de Pontevedra, dentro de la comarca de El Condado. Se encuentra a 40 kilómetros de la capital provincial. Es el 10.º término municipal más extenso de la provincia pontevedresa, por delante de Pontevedra (11.º) y de Vigo (13.º).
El término municipal está atravesado por la autovía de las Rías Bajas (A-52) y por la carretera N-120 entre los pK 639 y 650, además de por las carreteras provinciales PO-254, que se dirige a Mondariz-Balneario, PO-253, que permite la comunicación con Pazos de Borbén, y PO-403, que conecta con Salvatierra de Miño.
| Noroeste: Mos                | Norte: Pazos de Borbén   | Nordeste: Mondariz-Balneario y Mondariz             |
| Oeste: Mos y Porriño         |                          | Este: Mondariz y Salvatierra de Miño (exclave)      |
| Suroeste: Salceda de Caselas | Sur: Salvatierra de Miño | Sureste: Las Nieves y Salvatierra de Miño (exclave) |

### Relieve

Valle del Tea desde la Picaraña

El municipio tiene una estructura territorial reticular definida por su ubicación en el valle del río Tea. El espacio central del valle es ocupado por el casco urbano, mientras un total de 23 parroquias o núcleos rurales se distribuyen en las laderas o en las vaguadas del propio valle. De norte a sur, por el espacio central, transcurre el río Tea, sobre cuyos márgenes se asienta una importante parte de la población del municipio. Limitando el valle y el propio término municipal se encuentran zonas montañosas, como son la sierra de Galleiro (745 metros) al noroeste, monte de la Picaraña (383 metros) al este, y monte Outeiro do Foxo (426 metros) al suroeste. La altitud oscila entre los 745 metros al noroeste (sierra de Galleiro) y los 25 metros a orillas del río Tea. El pueblo se alza a 50 metros sobre el nivel del mar.

### Hidrografía

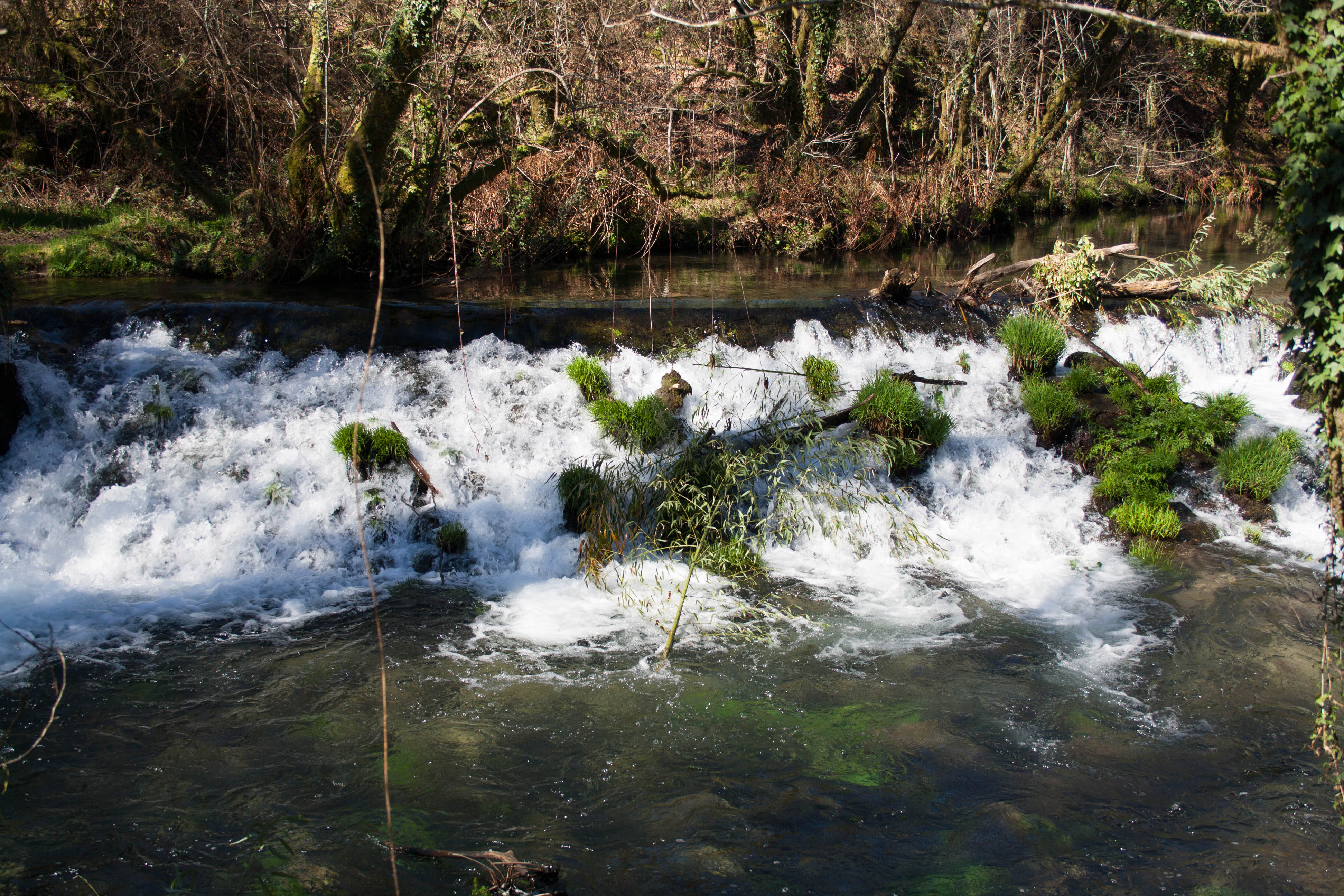
Río Tea

El principal río de Puenteareas es el río Tea, afluente del río Miño. Discurre rodeando la villa por el oeste, con varias playas fluviales naturales (siendo la más conocida y concurrida la situada en A Freixa).

### Flora y fauna
Flora: Destaca las especies de árboles como el roble, el castaño, el aliso, el saúco, el abedul, el fresno, el alcornoque y el avellano. Además de los bosques de pinos y eucaliptos, los viñedos forman parte del paisaje ponteareano.
Fauna: en el río Tea destacan el salmón, la lamprea, la boga y la anguila. Otros animales destacados son el martín pescador, el mirlo acuático, el azor, el gavilán, el alcotán, el mirlo, la nutria, la oropéndola europea y las gaviotas procedentes de la costa atlántica.

### Clima
Según el Atlas Climático Ibérico (2011), editado por la Agencia Estatal de Meteorología (AEMET), el clima del noroeste de la península ibérica, donde está situado el municipio, es de tipo Csb (clima templado con verano seco y templado), dentro de la clasificación climática de Köppen.
Dentro del término municipal se ubica una estación agrometeorológica conocida como A Granxa, situada dentro del recinto del centro integrado de formación profesional homónimo. Según los datos de esta estación, la precipitación en el año 2015 fue de 1340 mm. 
| Parámetros climáticos promedio de estación agrometeorológica de A Granxa (Puenteareas) (2015) | Parámetros climáticos promedio de estación agrometeorológica de A Granxa (Puenteareas) (2015) | Parámetros climáticos promedio de estación agrometeorológica de A Granxa (Puenteareas) (2015) | Parámetros climáticos promedio de estación agrometeorológica de A Granxa (Puenteareas) (2015) | Parámetros climáticos promedio de estación agrometeorológica de A Granxa (Puenteareas) (2015) | Parámetros climáticos promedio de estación agrometeorológica de A Granxa (Puenteareas) (2015) | Parámetros climáticos promedio de estación agrometeorológica de A Granxa (Puenteareas) (2015) | Parámetros climáticos promedio de estación agrometeorológica de A Granxa (Puenteareas) (2015) | Parámetros climáticos promedio de estación agrometeorológica de A Granxa (Puenteareas) (2015) | Parámetros climáticos promedio de estación agrometeorológica de A Granxa (Puenteareas) (2015) | Parámetros climáticos promedio de estación agrometeorológica de A Granxa (Puenteareas) (2015) | Parámetros climáticos promedio de estación agrometeorológica de A Granxa (Puenteareas) (2015) | Parámetros climáticos promedio de estación agrometeorológica de A Granxa (Puenteareas) (2015) | Parámetros climáticos promedio de estación agrometeorológica de A Granxa (Puenteareas) (2015) |
| Mes                                                                                           | Ene.                                                                                          | Feb.                                                                                          | Mar.                                                                                          | Abr.                                                                                          | May.                                                                                          | Jun.                                                                                          | Jul.                                                                                          | Ago.                                                                                          | Sep.                                                                                          | Oct.                                                                                          | Nov.                                                                                          | Dic.                                                                                          | Anual                                                                                         |
| --------------------------------------------------------------------------------------------- | --------------------------------------------------------------------------------------------- | --------------------------------------------------------------------------------------------- | --------------------------------------------------------------------------------------------- | --------------------------------------------------------------------------------------------- | --------------------------------------------------------------------------------------------- | --------------------------------------------------------------------------------------------- | --------------------------------------------------------------------------------------------- | --------------------------------------------------------------------------------------------- | --------------------------------------------------------------------------------------------- | --------------------------------------------------------------------------------------------- | --------------------------------------------------------------------------------------------- | --------------------------------------------------------------------------------------------- | --------------------------------------------------------------------------------------------- |
| Temp. máx. abs. (°C)                                                                          | 18.6                                                                                          | 17.1                                                                                          | 24.1                                                                                          | 29.8                                                                                          | 31.2                                                                                          | 40.5                                                                                          | 39.7                                                                                          | 38                                                                                            | 39.4                                                                                          | 27                                                                                            | 25.2                                                                                          | 22.2                                                                                          | '                                                                                             |
| Temp. máx. media (°C)                                                                         | 13.4                                                                                          | 13                                                                                            | 18.3                                                                                          | 21.6                                                                                          | 24.4                                                                                          | 28.4                                                                                          | 28.5                                                                                          | 27                                                                                            | 25.4                                                                                          | 21.7                                                                                          | 18.6                                                                                          | 16.3                                                                                          | 21.4                                                                                          |
| Temp. media (°C)                                                                              | 6.7                                                                                           | 7.5                                                                                           | 11.3                                                                                          | 14.2                                                                                          | 17.2                                                                                          | 20.2                                                                                          | 20.9                                                                                          | 19.8                                                                                          | 16.8                                                                                          | 15.2                                                                                          | 12.1                                                                                          | 10.5                                                                                          | 14.4                                                                                          |
| Temp. mín. media (°C)                                                                         | 2.3                                                                                           | 2.8                                                                                           | 4.9                                                                                           | 7.5                                                                                           | 9.5                                                                                           | 12                                                                                            | 13.2                                                                                          | 13.2                                                                                          | 9.8                                                                                           | 10                                                                                            | 7.8                                                                                           | 5.9                                                                                           | 8.2                                                                                           |
| Temp. mín. abs. (°C)                                                                          | -4.2                                                                                          | -3.2                                                                                          | -1.4                                                                                          | 1.4                                                                                           | 4.7                                                                                           | 6.4                                                                                           | 9.5                                                                                           | 7.6                                                                                           | 5.1                                                                                           | 4.5                                                                                           | -1.2                                                                                          | -0.1                                                                                          | '                                                                                             |
| Precipitación total (mm)                                                                      | 269.2                                                                                         | 136.2                                                                                         | 30.2                                                                                          | 119.4                                                                                         | 82                                                                                            | 10.4                                                                                          | 8.4                                                                                           | 58.4                                                                                          | 121.8                                                                                         | 269.8                                                                                         | 73                                                                                            | 161.2                                                                                         | 1340                                                                                          |
| Horas de sol                                                                                  | 94.9                                                                                          | 88                                                                                            | 212.7                                                                                         | 193.6                                                                                         | 288.6                                                                                         | 295.5                                                                                         | 294.8                                                                                         | 235.6                                                                                         | 229.7                                                                                         | 140.1                                                                                         | 102.1                                                                                         | 67.9                                                                                          | 2243.5                                                                                        |
| Humedad relativa (%)                                                                          | 90.5                                                                                          | 84.7                                                                                          | 72.7                                                                                          | 76.4                                                                                          | 70.1                                                                                          | 70.5                                                                                          | 72.8                                                                                          | 76.4                                                                                          | 78.9                                                                                          | 84.5                                                                                          | 91.2                                                                                          | 90.3                                                                                          | 79.9                                                                                          |
| Fuente: MeteoGalicia                                                                          |                                                                                               |                                                                                               |                                                                                               |                                                                                               |                                                                                               |                                                                                               |                                                                                               |                                                                                               |                                                                                               |                                                                                               |                                                                                               |                                                                                               |                                                                                               |

Récords de temperatura
La temperatura más elevada registrada en A Granxa fue de 41,9 °C el 7 de agosto de 2016, superando los 40,3 °C del 8 de agosto de 2003. La temperatura mínima registrada fue de -7,9 °C el 17 de noviembre de 2007.

## Historia

### Edad Antigua

#### Etapa castreña
Los primeros asentamientos surgen en el Castro de Troña en el siglo siglo VI a. C., con más de 30 construcciones castreñas en el hoy llamado monte del Dulce Nombre de Jesús. Vivían de la agricultura (del grano principalmente), de la ganadería y del pastoreo, residiendo en recintos fortificados circulares con un foso y varios muros como defensa ante el enemigo, usando la piedra como material de construcción. El descubrimiento de ánforas y monedas romanas en el castro certificó la presencia romana en el siglo siglo I d. C., la cual provocó su despoblamiento, trasladándose sus habitantes a tierras más próximas al río Tea, donde el alimento era más fácil y abundante.

#### Etapa romana
Los romanos, en su afán conquistador, fueron atraídos por los recursos mineros de las tierras próximas al río Tea en el año 23 a. C. Su presencia se aprecia en el Castro de Troña, y en el yacimiento arqueológico A Croa.
El «Itinerario Antonino» de Marco Aurelio Antonino — también llamado Caracalla — ha sido estudiado por historiadores como Raúl Villanueva González, Centeno R.M.S., Estefanía Álvarez, y Filgueira Valverde, quienes afirman que la «vía romana XIX Item a Bracara Asturicam» — cuyo trazado se inicia en Braga (Portugal) y finaliza en Astorga (León, España) — pasó por el actual término municipal. Dichos historiadores afirman que la vía romana discurría por Tude (Tuy), Porriño, el Valle del Louro, el Puente de los Remedios, Ribadetea y el puente de Cernadela situado en (Mondariz).
En cambio, otros historiadores como Blázquez y Jiménez, Monteagudo García, Eduardo Saavedra, Barros Silvelo, o Manuel Santos afirman que Búrbida correspondía a lo que hoy es Vigo o Pazos de Borbén, por lo que según sus estudios la vía romana XIX no pasó por el «Puente de los Remedios», aunque no descartan que sí pasase una vía romana secundaria por el mismo.

### Edad Media
En el año 569, Areas aparece en el documento Parrochiale Suevorum como una parroquia del obispado de Tuy, dentro del reino suevo, aprovechando los recursos del río Tea. Hoy dicha parroquia forma parte del término municipal de Puenteareas.
En el siglo IX consta la existencia de una fortaleza llamada Castillo de Sobroso, donde se refugió Bermudo II de León tras la batalla de Portilla de Arenas en el año 983 entre sus partidarios y las tropas de su primo Ramiro III de León.
El rey Alfonso VI de León recompensó a varios líderes extranjeros casándolos con sus hijas por la ayuda militar prestada en diversas batallas, además de cederles el gobierno feudal de varios territorios. El noble francés Raimundo de Borgoña se casó en 1090 con doña Urraca, hija legítima del rey. Ambos fueron nombrados «Condes de Galicia», y concedieron en 1095 el señorío de Sobroso a Aderico, obispo de Tuy, además, a este obispo Hermesenda Méndez, hija del conde Nuño Muñoz y de Onecca Peláez, le donó las iglesias de las parroquias ponteareanas de San Fiz de Celeiros y San Miguel de Guillade el 18 de mayo de 1074. Doña Urraca quedó viuda y tras su segundo matrimonio en octubre de 1109 con Alfonso I de Aragón fue recluida en 1117 en el Castillo de Sobroso por los nobles gallegos, por su hijo Alfonso Raimúndez — futuro Alfonso VII de León — y por su hermanastra Teresa de León, escapando por un pasadizo secreto hasta el río Tea, escondiéndose en Santiago de Compostela. El castillo quedó en manos del rey Alfonso VII de León. Posteriormente, el rey Alfonso IX de León nombró gobernador del Castillo de Sobroso a Pelayo Muñiz el 28 de septiembre de 1190.
Los Templarios, orden de tipo militar-religioso, estuvieron ubicados a principios del siglo XIV en la feligresía de Canedo, situada al sur del Castillo de Sobroso. Su permanencia allí fue efímera, ya que en 1312 fueron suprimidos por el papa Clemente V, pasando sus posesiones a la Corona y a la Orden de Malta.
En 1368 el Castillo de Sobroso estuvo dominado por Álvarez Pérez de Castro, representante en Galicia del rey Pedro I de Castilla. Pedro Ruiz Sarmiento adquirió el señorío de Sobroso y la fortificación del castillo el 19 de agosto de 1379 gracias a las concesiones del rey Juan I de Castilla), además de haber adquirido el señorío de Ribadavia en 1369.
En el siglo XV tuvo lugar la Revuelta Irmandiña, derrumbándose parte del Castillo de Sobroso en el año 1467 tras el alzamiento de las clases populares contra la opresión señorial. Las luchas feudales entre los linajes de los Sarmiento y de los Sotomayor fueron frecuentes en el monte de la Picaraña y en el castillo, el cual fue asediado por Pedro Madruga, quien tomó el Sobroso en 1472, destruyó Canedo y construyó un castillo en A Picaraña.
García Sarmiento de Sotomayor, tras las Revueltas Irmandiñas, adquirió el mayorazgo de las tierras del Sobroso por Real Cédula de 9 de junio de 1512 por el rey Fernando el Católico. Anteriormente, los Reyes Católicos concedieron a García Sarmiento de Sotomayor — el 28 de marzo de 1483 — una feria mensual celebrada el último sábado en su coto de Canedo. En los tres sábados restantes tenía lugar un mercado. La Feria y el mercado — celebrados en el coto de Canedo — pasaron a celebrarse en un pequeño barrio de la feligresía de Canedo (en concreto donde actualmente está situada la plaza Mayor). Este hecho conllevó el crecimiento y desarrollo del barrio, aprovechándose del movimiento poblacional de los comerciantes por la antigua vía romana, la cual fue sustituida en el siglo XV por el Camino Real que subía desde el Puente de los Remedios y cruzaba lo que hoy es la avenida Castelao). Dichos comerciantes se fueron asentando en el barrio situado a orillas del río Tea, uniéndose a los vecinos que habían huido de la jurisdicción de los señoríos de Sobroso, de Oliveira y de Salvatierra de Miño. Se dedicaban a todo tipo de oficios, destacando la agricultura gracias al abundante cultivo del maíz y a la fertilidad de la tierra. La feria mensual, el mercado y el Camino Real fueron decisivos para el crecimiento demográfico del barrio a partir de 1483, aprovechando el paso de los peregrinos por dicha vía con destino Santiago de Compostela.

### Edad Moderna
El 2 de noviembre de 1572 el barrio situado a orillas del río Tea se citaba en textos como la Villa de Puente Areas de Sobroso, ya que al otro lado del río estaba situada la parroquia de Areas. El 20 de febrero de 1613 el rey Felipe III de España nombró conde de Salvatierra a Diego Sarmiento de Sotomayor y Mendoza, señor del Sobroso y de Salvatierra. 
En 1603 Diego Sarmiento de Sotomayor y Mendoza fundó un convento cerca de la frontera con Portugal. Lo habitaron 14 religiosos franciscanos hasta 1642, año en el que se produjo la invasión de los portugueses, quienes arrasaron el convento. El 4 de mayo de 1715, debido al temor de nuevas invasiones, el V conde de Salvatierra — José Francisco Sarmiento de Sotomayor y Velasco — cedió a los franciscanos su palacio situado en Canedo, que pertenecía a la provincia y diócesis de Tuy, en la jurisdicción del marquesado de Sobroso. El conde José Francisco Sarmiento reedificó el convento de franciscanos en dicho palacio, a la sombra del monte de la Picaraña — en pleno Valle del río Tea — dando como resultado el actual Convento de San Diego de Canedo.
En el siglo XVII Canedo y la Villa de Puente Areas de Sobroso pertenecían al arciprestazgo de Salvatierra, dentro de la diócesis de Tuy.
En 1752, según el catastro del marqués de la Ensenada, la población de Canedo pertenecía al señorío del conde de Salvatierra y marqués de Sobroso, y contaba con 153 vecinos — incluidos los 7 sacerdotes, 2 clérigos y 21 frailes del convento de religiosos franciscanos — y 170 edificios. Los vecinos de la «Villa Puente Areas de Sobroso» acudían a Canedo para compartir su fe por los alrededores del convento, ya que había devoción al Santo Cristo. Según Clodio González Pérez, el primer Corpus Christi se celebró en 1778, aunque oficialmente la festividad data de 1857, la cual ha seguido celebrándose hasta nuestros días, adquiriendo la categoría de Fiesta de Interés Turístico Internacional gracias a las alfombras florales elaboradas por los vecinos para venerar al Santísimo.
El actual término municipal estaba repartido entre las jurisdicciones de Sobroso (con señorío del marqués de Sobroso); la de Oliveira (con señorío del obispo de Tuy); y la de Salvatierra de Miño (con señorío del conde de Salvatierra). A la jurisdicción de Sobroso pertenecían, entre otras, las feligresías de: Angoares, Areas, Arnoso, Bugarín, Cristiñade, Cumiar, Ginzo, Gulanes, Nogueira, Padrones, Paredes, Pías, Prado y Ribadetea y la villa de Puenteareas. A la de Oliveira: San Lorenzo, San Mateo y Santiago. Y a la de Salvatierra: Arcos, Celeiros, Fontenla, Guillade y Moreira, junto a otras.
En 1811 comenzaron a desaparecer los señoríos en las Cortes de Cádiz (1810-1814), estando situado todavía el territorio de la «Villa Puente Areas de Sobroso» dentro de la provincia de Tuy. En 1818 las primitivas parroquias de San Miguel de Canedo y de San Vicente pasaron a formar la parroquia de San Miguel de Puenteareas. Tras la división territorial de España en 1833 efectuada por Javier de Burgos, — en la que se suprimieron definitivamente los señoríos —, la parroquia de Puenteareas pasó a formar parte de la provincia de Pontevedra el 30 de noviembre de 1833.

### Edad Contemporánea

#### SigloXIX
Durante los primeros años del siglo XIX este territorio estuvo constituido por las parroquias de San Miguel de Puenteareas, Gulanes y Areas (topónimo gallego que significa «arena»). Iniciado el proceso de constitución definitiva de los municipios actuales, dentro del partido judicial n.º 1 de la provincia de Pontevedra, se crearon en 1835 el municipio de Puenteareas (el cual da nombre al partido judicial n.º 1), el municipio de Mondariz, el municipio de Setados (posteriormente situado en Nieves) y el municipio de Salvatierra de Miño. Desde entonces Puenteareas permanece inalterable en su estructura y delimitación geográfica.
Una vez creado el municipio de Puenteareas en 1835 y la parroquia de San Miguel de Puenteareas en 1818, el arciprestazgo de Salvatierra — formado por 40 parroquias — fue dividido en 1854 por el obispo García Casarrubias en dos arciprestazgos: el de Salvatierra (de 19 parroquias), y el de Puenteareas (de 21 parroquias).
El Camino Real que pasaba por Puenteareas comunicando Orense con Pontevedra fue sustituido a partir de 1833 por la carretera nacional Villacastín-Vigo, hoy llamada calle Real a su paso por el municipio. Puenteareas se consolidó como núcleo urbano gracias a la construcción de grandes edificios, además de la sustitución de la anterior iglesia parroquial (de finales del siglo XVIII) por la actual iglesia de San Miguel de Puenteareas en 1885, y la construcción del ayuntamiento en 1898. El municipio instaló la luz eléctrica el 4 de septiembre de 1889.

#### SigloXX

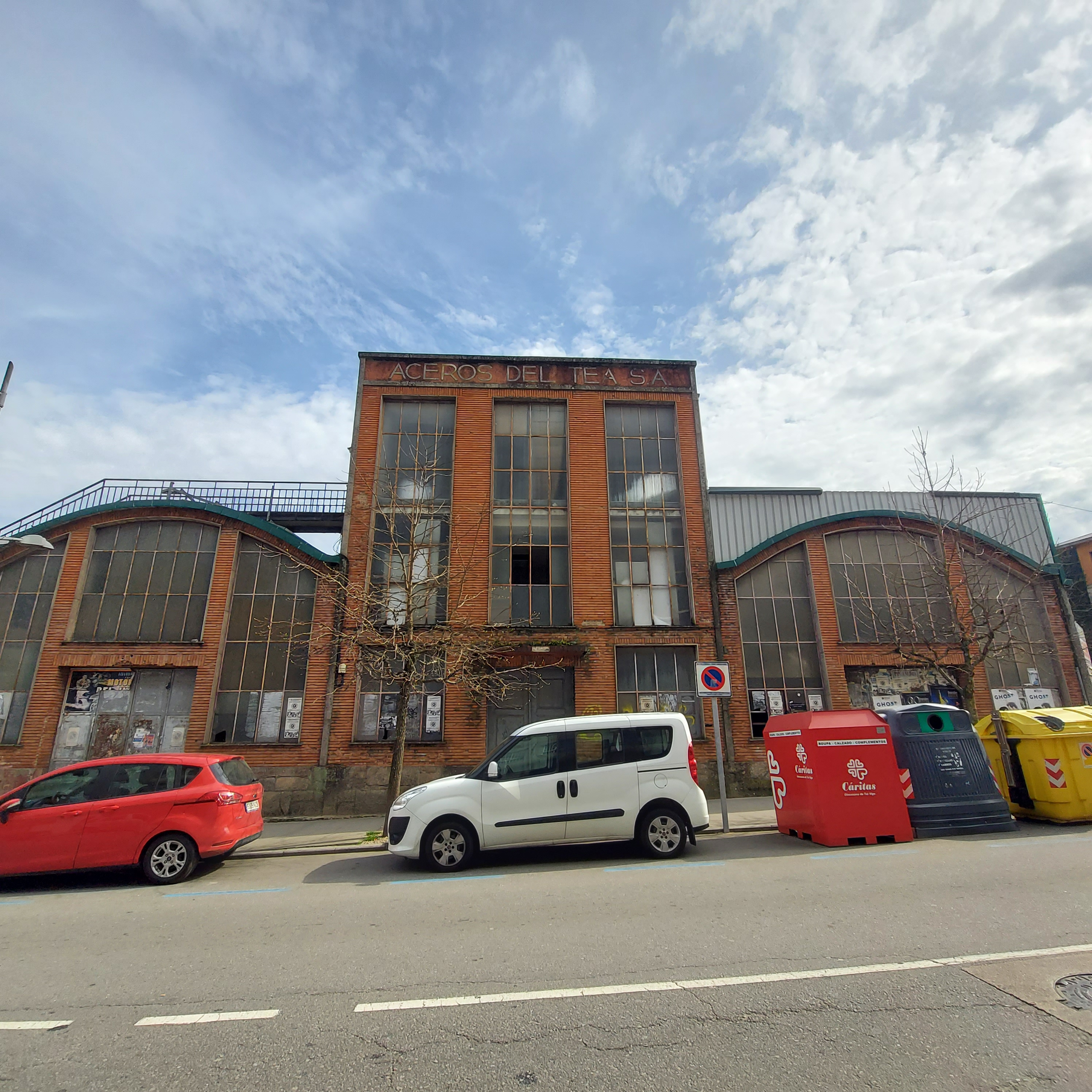
Fábrica Aceros del Tea

En 1901 el municipio contaba con 9280 habitantes.
Puenteareas fue nombrada capital de la comarca de El Condado y sufrió un proceso de industrialización creciendo tanto geográfica como demográficamente año tras año, ofreciendo una gran oferta comercial, inmobiliaria y de servicios para los restantes municipios de la comarca.
Dentro del sector industrial, destacan la fábrica de harinas «Molinera Eléctrica» (destruida en 1911 por un incendio); la empresa «Granitos de Galicia S.A.» y la empresa «Aceros del Tea» (fundadas en Puenteareas en 1958); el mercado de abastos (situado donde hoy se encuentra el auditorio municipal) y las fábricas de curtidos «La Perillana» y «La Castiñeira» (fundadas en 1872 y situadas donde hoy se encuentra el museo municipal). En 1975 abrió el mercado municipal, reemplazando al anterior mercado de abastos. Dichas empresas, entre otras, ayudaron al crecimiento económico del municipio.
Dentro del sector del transporte, en 1920 se fundó la «Empresa Ojea» con sede en Puenteareas, potenciando hasta la actualidad el movimiento poblacional junto a la «Empresa Raúl», fundada 5 años después en Mondariz.
Dentro del sector cultural, se construyeron varios cines — El Salón Royalty (año 1924), El Salón Teatro (año 1932), Cine Colón (año 1932), Cine Tea (año 1939), y Cine Mariño (año 1957) —; se construyó el Teatro Domínguez; y las fiestas populares adquirieron reconocimientos, como por ejemplo la festividad de Corpus Christi, la cual fue declarada Fiesta de Interés Turístico en 1968, y Fiesta de Interés Turístico Nacional en 1980. El citado Cine Tea se transformó en la moderna «Sala de Fiestas El Tea». En el ámbito musical destacaron Reveriano Soutullo Otero y Rogelio Groba Groba, además de numerosas bandas musicales como la «Banda de Música de Puenteareas», la «Banda de Música Unión de Gulans» y la «Coral Polifónica del Centro Artístico Sportivo». En el último tercio del siglo se construyeron el auditorio municipal y el conservatorio profesional de música.
Dentro del sector de la educación, se construyeron centros de educación primaria a principios de siglo, mientras que en 1945 el municipio inauguró su primer centro de educación secundaria, aumentando los centros en los años venideros. El 6 de julio de 1914 se inauguró el «Centro artístico sportivo de Puenteareas», el cual fue un proyecto cultural, social y deportivo donde se celebraban tertulias políticas y literarias, y acontecimientos deportivos — destacando el equipo de fútbol «Sportivo de Puenteareas» —.
En el sector de la sanidad, se construyeron tanto el centro de salud como el policlínico San Miguel (año 1982).
En el sector deportivo, el ciclismo adquirió un papel protagonista gracias a los hermanos Rodríguez Barros (Delio, Emilio, Manuel, Pastor y José) y a Álvaro Pino Couñago. Se construyeron instalaciones deportivas, entre las que destacan los campos de fútbol municipales y el complejo deportivo Álvaro Pino.

#### SigloXXI
Superando los 20 000 habitantes (incluyendo todas las parroquias que forman parte del término municipal), Puenteareas es hoy uno de los municipios más poblados de la provincia de Pontevedra. Su cercanía (25 km) y buena comunicación (A-52) con Vigo ha conllevado su crecimiento demográfico y económico, convirtiéndose en una villa residencial, ya que su oferta inmobiliaria ha atraído a numerosos jóvenes de Vigo, quienes tras la crisis económica han visto satisfecha su demanda gracias a precios de vivienda inferiores respecto a los de la ciudad viguesa. Dichos jóvenes residentes en Puenteareas han disminuido la edad media del municipio, incrementando su población gracias también a la llegada de personas procedentes de las zonas rurales. Desde la creación de la A-52 en 1996, Puenteareas aumentó su población en 6000 habitantes en 15 años, alcanzando 23 561 empadronados en el año 2011 como registro más alto. El municipio adquirió en 2009 un gran reconocimiento gracias a la festividad de Corpus Christi, la cual fue considerada como Fiesta de Interés Turístico Internacional.
El municipio tiene muchos servicios, entre los que destacan: un centro de día para mayores desde 2015; una residencia de la tercera edad; un centro social; una sede de la Cruz Roja desde 2003; una ludoteca desde 1998; una biblioteca desde 1977; una oficina de turismo; un hotel; una sede del servicio postal correos; un parque de bomberos desde 1996; un servicio de ambulancias y la policía local.

## Demografía
Puenteareas cuenta con una población de 23 196 habitantes (INE 2024).
| Gráfica de evolución demográfica de Puenteareas entre 1842 y 2021 |
| |
| Población de derecho según los censos de población del INE Población de hecho según los censos de población del INEEn estos censos se denominaba Puenteareas: 1842, 1857, 1860, 1877, 1887, 1897, 1900, 1910, 1920, 1930, 1940, 1950, 1960, 1970 y 1981 |

Su máximo histórico fue alcanzado en el año 2011: 23 561 habitantes. Desde dicho año, la población ha ido decreciendo hasta 2018, que cambia ligeramente la tendencia. Es el 7.º municipio con más habitantes de la provincia de Pontevedra (la cual está compuesta por 62 municipios). Es el 28.º municipio con mayor densidad: 183,14—hab./km².
Habitantes con 75 o más años: 1919 (5 de ellos superan los 100 años de edad). 
Habitantes con menos de 18 años: 4373.
| 2005 | 2006 | 2007 | 2008 | 2009 | 2010 | 2011 | 2012 | 2013 | 2014 |
| ---- | ---- | ---- | ---- | ---- | ---- | ---- | ---- | ---- | ---- |
| 238  | 258  | 250  | 265  | 248  | 238  | 224  | 220  | 195  | 180  |

| 2005 | 2006 | 2007 | 2008 | 2009 | 2010 | 2011 | 2012 | 2013 | 2014 | 2015 | 2016 |
| ---- | ---- | ---- | ---- | ---- | ---- | ---- | ---- | ---- | ---- | ---- | ---- |
| 170  | 186  | 149  | 162  | 160  | 189  | 191  | 195  | 174  | 188  | 213  | 182  |

| 2005 | 2006 | 2007 | 2008 | 2009 | 2010 | 2011 | 2012 | 2013 | 2014 |
| ---- | ---- | ---- | ---- | ---- | ---- | ---- | ---- | ---- | ---- |
| 114  | 117  | 97   | 93   | 101  | 91   | 93   | 79   | 74   | 71   |

La población extranjera en el municipio en el año 2015 fue cifrada en 893 personas, de las cuales 275 son de nacionalidad portuguesa; 116 de nacionalidad brasileña; y 67 de nacionalidad colombiana, entre las más destacadas. La población extranjera representa un 3,88 % de la población total del municipio (cifrada en 22 990 habitantes). En los últimos años, a partir de 2011, el número de extranjeros ha disminuido en más de 350 personas, frenando el aumento progresivo del periodo 2000-2009.
| 2000 | 2001 | 2002 | 2003 | 2004 | 2005 | 2006 | 2007 | 2008 | 2009 | 2010 | 2011 | 2012 | 2013 | 2014 | 2015 |
| ---- | ---- | ---- | ---- | ---- | ---- | ---- | ---- | ---- | ---- | ---- | ---- | ---- | ---- | ---- | ---- |
| 207  | 351  | 542  | 737  | 793  | 923  | 1030 | 1062 | 1159 | 1274 | 1219 | 1266 | 1198 | 1132 | 956  | 893  |

| Nacionalidad  | Habitantes |
| Total Europa  | 426        |
| ------------- | ---------- |
| Portugal      | 275        |
| Rumanía       | 48         |
| Italia        | 27         |
| Reino Unido   | 26         |
| Total África  | 83         |
| Marruecos     | 38         |
| Argelia       | 33         |
| Total Asia    | 35         |
| China         | 25         |
| Total América | 348        |
| Brasil        | 116        |
| Colombia      | 67         |
| Argentina     | 41         |
| Venezuela     | 27         |
| Uruguay       | 27         |
| Paraguay      | 23         |
| TOTAL         | 893        |

| Gráfica de evolución demográfica de extranjeros de Puenteareas entre 2000 y 2015 |
|                                                                                  |
| Población extranjera empadronada (2000-2015) (IGE).                              |

## Administración y política

### Gobierno municipal
Desde 1968 hasta 2000, ejerció la alcaldía de Puenteareas José Castro Álvarez, primero durante la dictadura franquista, y luego como miembro de Alianza Popular (hoy Partido Popular). Posteriormente a ser reelegido en las elecciones municipales de 1999, fue condenado por dos delitos relacionados con latrocinio, prevaricación y clientelismo, e inhabilitado durante 3 años. Tras su dimisión, cedió el cargo de alcalde a su hija María Nava Castro Domínguez, quien lo ejerció desde el año 2000 hasta las elecciones municipales de junio de 2003.
Tras la celebración de las mismas, fue elegido alcalde el socialista Francisco de Asís Candeira, que fue expulsado mediante una moción de censura al año siguiente, el 13 de mayo de 2004. Su sucesor fue Salvador González Solla, del Partido Popular, quien contó con el apoyo de Unión Condado Paradanta (UCPA), partido fundado por el exalcalde José Castro en 1999 tras ser expulsado del Partido Popular, siendo María Nava Castro Domínguez cabeza de lista electoral.
En las elecciones municipales de 2015 se ha producido un cambio gobierno en Puenteareas, hasta ese momento gobernado por Salvador González Solla, del Partido Popular. El alcalde actual es Xosé Represas Giráldez, del Bloque Nacionalista Galego (BNG), apoyado mediante coalición por el PSdeG-PSOE, Riada do Tea, y Esquerda Unida, aunque esta última formación decidió no formar parte del gobierno.
| Periodo   | Nombre                     | Partido | Partido                                         |
| --------- | -------------------------- | ------- | ----------------------------------------------- |
| 1979-1987 | José Castro Álvarez        |         | Alianza Popular (AP)                            |
| 1987-2000 | José Castro Álvarez        |         | Partido Popular de Galicia (PPdeG)              |
| 2000-2003 | María Nava Castro          |         | Partido Popular de Galicia (PPdeG)              |
| 2003-2004 | Francisco de Asís Candeira |         | Partido dos Socialistas de Galicia (PSdeG-PSOE) |
| 2004-2015 | Salvador González Solla    |         | Partido Popular de Galicia (PPdeG)              |
| 2015-2021 | Xosé Represas Giráldez     |         | Bloque Nacionalista Galego (BNG)                |
| 2021-2023 | Cristina Fernández Dávila  |         | Bloque Nacionalista Galego (BNG)                |
| 2023-act. | María Nava Castro          |         | Partido Popular de Galicia (PPdeG)              |

| Partido político | Partido político                                                               | 1979   | 1983   | 1987   | 1991   | 1995   | 1999   | 2003   | 2007   | 2011   | 2015   | 2019   | 2023   |
| Partido político | Partido político                                                               | Ediles | Ediles | Ediles | Ediles | Ediles | Ediles | Ediles | Ediles | Ediles | Ediles | Ediles | Ediles |
|                  | Partido Popular de Galicia (PPdeG)-Alianza Popular (AP)                        | —      | 12     | 11     | 11     | 9      | 5      | 5      | 6      | 9      | 7      | 9      | 7      |
|                  | Bloque Nacionalista Galego (BNG)-Asembleas Abertas                             | 0      | 0      | 0      | 0      | 3      | 3      | 5      | 6      | 5      | 5      | 9      | 6      |
|                  | Partido dos Socialistas de Galicia (PSdeG-PSOE)                                | 3      | 3      | 5      | 5      | 4      | 2      | 2      | 4      | 3      | 4      | 3      | 2      |
|                  | Alternativa Ciudadana de Ponteareas (ACiP)                                     | —      | —      | —      | —      | —      | —      | —      | —      | 4      | 3      | 4      | 4      |
|                  | IP                                                                             | —      | —      | —      | —      | —      | —      | —      | —      | —      | —      | —      | 1      |
|                  | PEC                                                                            | —      | —      | —      | —      | —      | —      | —      | —      | —      | —      | —      | 1      |
|                  | A Riada do Tea (ARDT)                                                          | —      | —      | —      | —      | —      | —      | —      | —      | —      | 1      | 0      | —      |
|                  | Esquerda Unida (EU)-SON                                                        | —      | —      | 0      | 0      | 0      | 0      | 0      | 0      | 0      | 1      | 0      | —      |
|                  | Compromiso por Ponteareas/Compromiso por Galicia-Concellos Transparentes (CxG) | —      | —      | —      | —      | —      | —      | —      | —      | —      | 0      | —      | —      |
|                  | Ponte Areas de Esquerda (PdeE)                                                 | —      | —      | —      | —      | —      | —      | —      | 0      | 0      | —      | —      | —      |
|                  | Unión del Condado Paradanta (U.C.PA)                                           | —      | —      | —      | —      | —      | 7      | 5      | 5      | —      | —      | —      | —      |
|                  | Converxencia e Nacionalistas de Galicia (CNG)                                  | —      | —      | —      | 1      | 1      | —      | —      | —      | —      | —      | —      | —      |
|                  | Independiente de Galicia (IG)                                                  | —      | —      | 1      | —      | —      | —      | —      | —      | —      | —      | —      | —      |
|                  | Partido Socialista Galego-Esquerda Galega (PSG-EG)                             | —      | —      | 0      | —      | —      | —      | —      | —      | —      | —      | —      | —      |
|                  | Partido dos Traballades de Galicia-Unidad Comunista (PTG-UC)                   | —      | —      | 0      | —      | —      | —      | —      | —      | —      | —      | —      | —      |
|                  | Partido Galego (PG)                                                            | —      | 2      | —      | —      | —      | —      | —      | —      | —      | —      | —      | —      |
|                  | Partido Comunista Galego (PCG)                                                 | —      | 0      | —      | —      | —      | —      | —      | —      | —      | —      | —      | —      |
|                  | Independientes                                                                 | 11     | —      | —      | —      | —      | —      | —      | —      | —      | —      | —      | —      |
|                  | Unión de Centro Democrático (UCD)                                              | 3      | —      | —      | —      | —      | —      | —      | —      | —      | —      | —      | —      |
|                  | Agrupación de electores                                                        | 0      | —      | —      | —      | —      | —      | —      | —      | —      | —      | —      | —      |

### Justicia
Puenteareas es actualmente cabeza del partido judicial n.º 1 de la provincia de Pontevedra, la cual tiene 13 partidos judiciales. Cuenta con dos juzgados de primera instancia.

### Organización territorial
Parroquias que forman parte del municipio:
- Angoares (San Pedro)[72]
- Arcos (San Breixo)[72]
- Areas (Santa María)[72]
- Arnoso (San Lourenzo)[72]
- Bugarín (Santa Cristina)[72]
- Celeiros (San Fiz)[72]
- Cristiñade (San Salvador)[72]
- Cumiar (Santo Estevo)[72]
- Fontenla (San Mamede)[72]
- Fózara[71]
- Ginzo[71]
- Guillade (San Miguel)[72]
- Gulanes[71]
- Moreira (San Martiño)[72]
- Nogueira (San Salvador)[72]
- Oliveira (San Lorenzo)[72]
- Padrones[71]
- Paredes (San Cibrao)[72]
- Pías (Santa Mariña)[72]
- Prado (San Nicolás)[72]
- Puenteareas[71]
- Ribadetea (San Xurxo)[72]
- San Mateo de Oliveira (San Mateo)
- Santiago de Oliveira (Santiago)

Estas 24 parroquias comprenden un total de 224 entidades de población, de las que la más poblada es la capital municipal, la villa de Puenteareas, con una población de 12 131 habitantes (según el INE 2015).

## Patrimonio

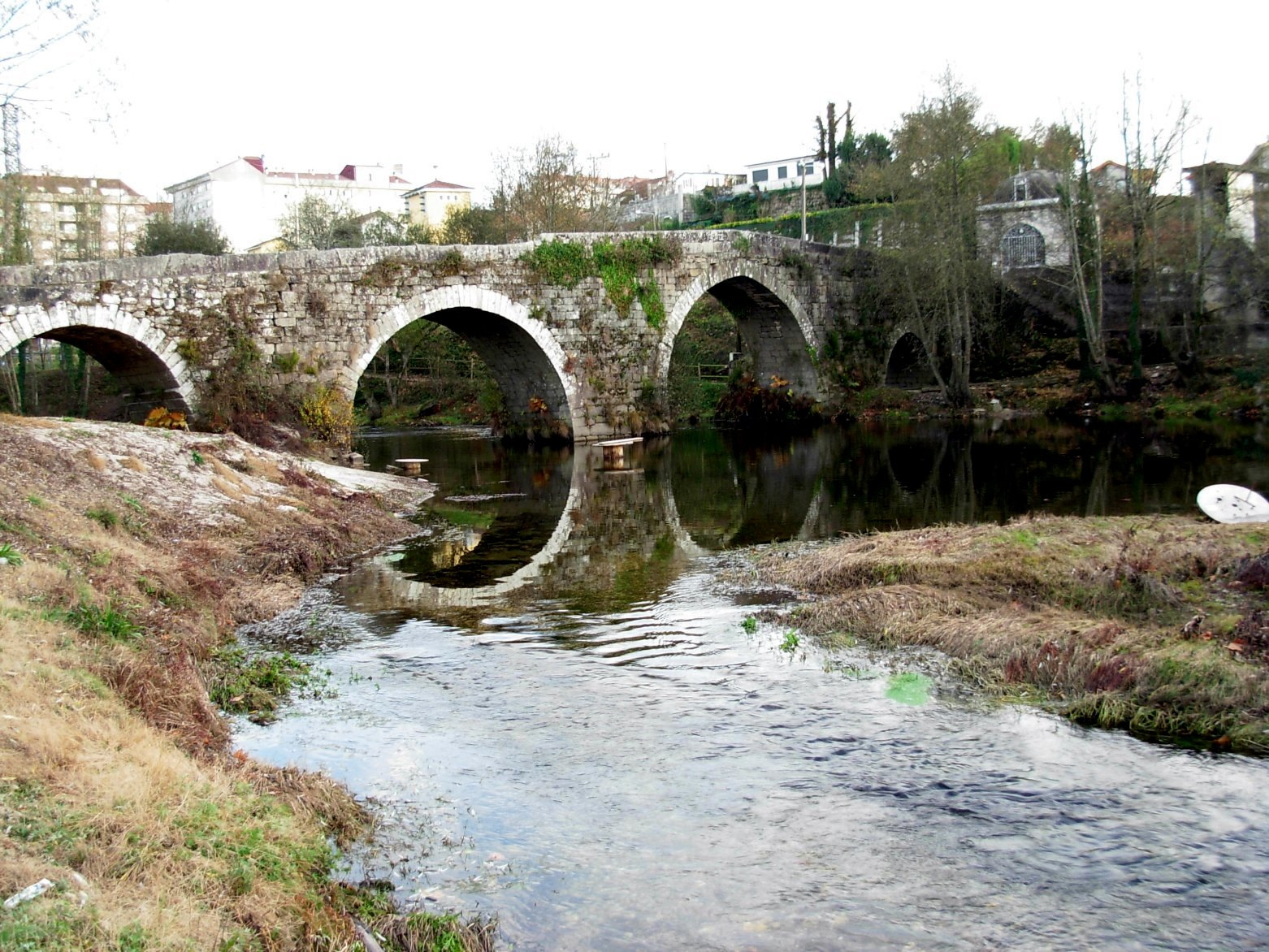
Puente de San Roque, del siglo

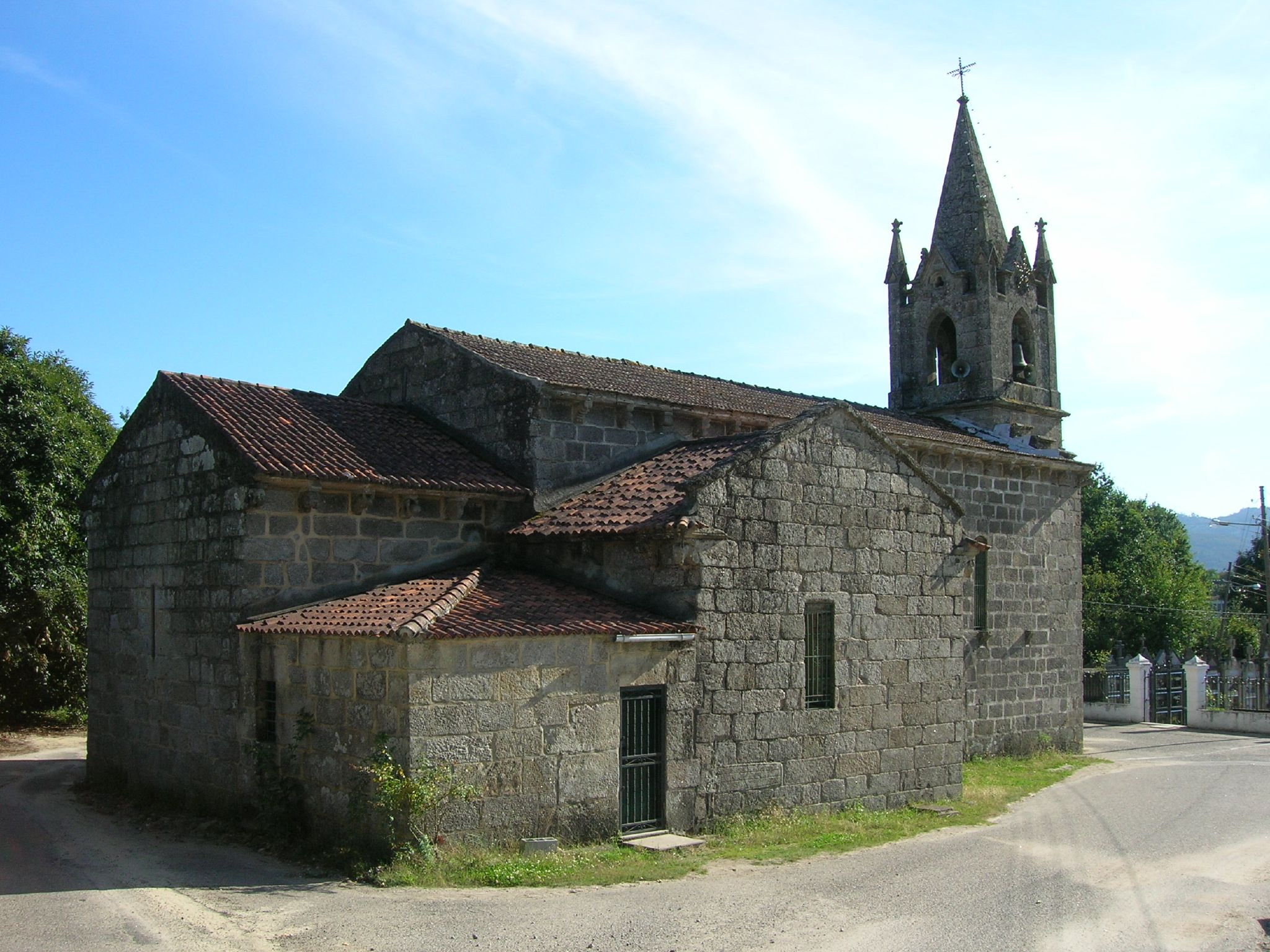
Iglesia de San Pedro, en Angoares

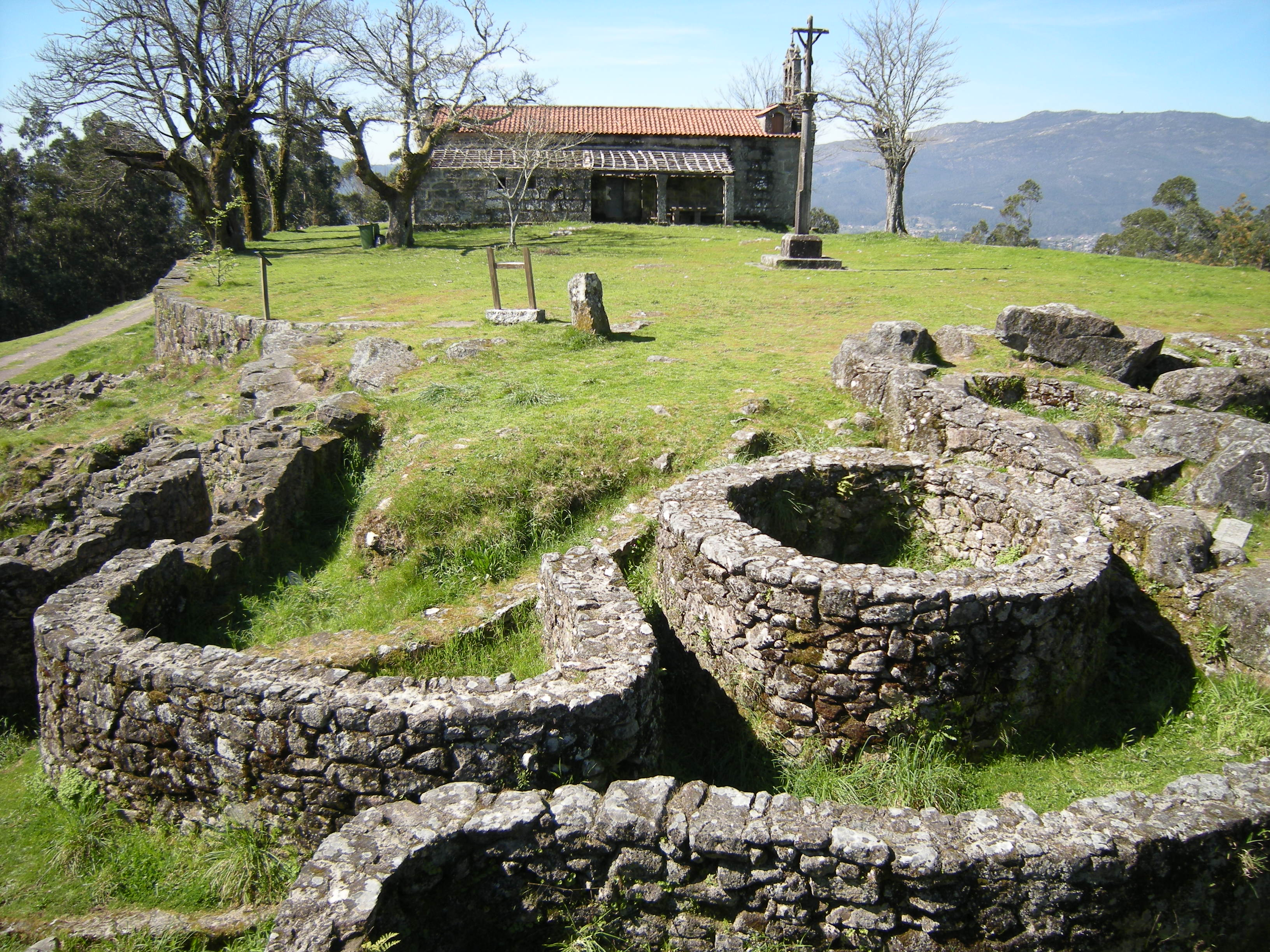
Castro de Troña

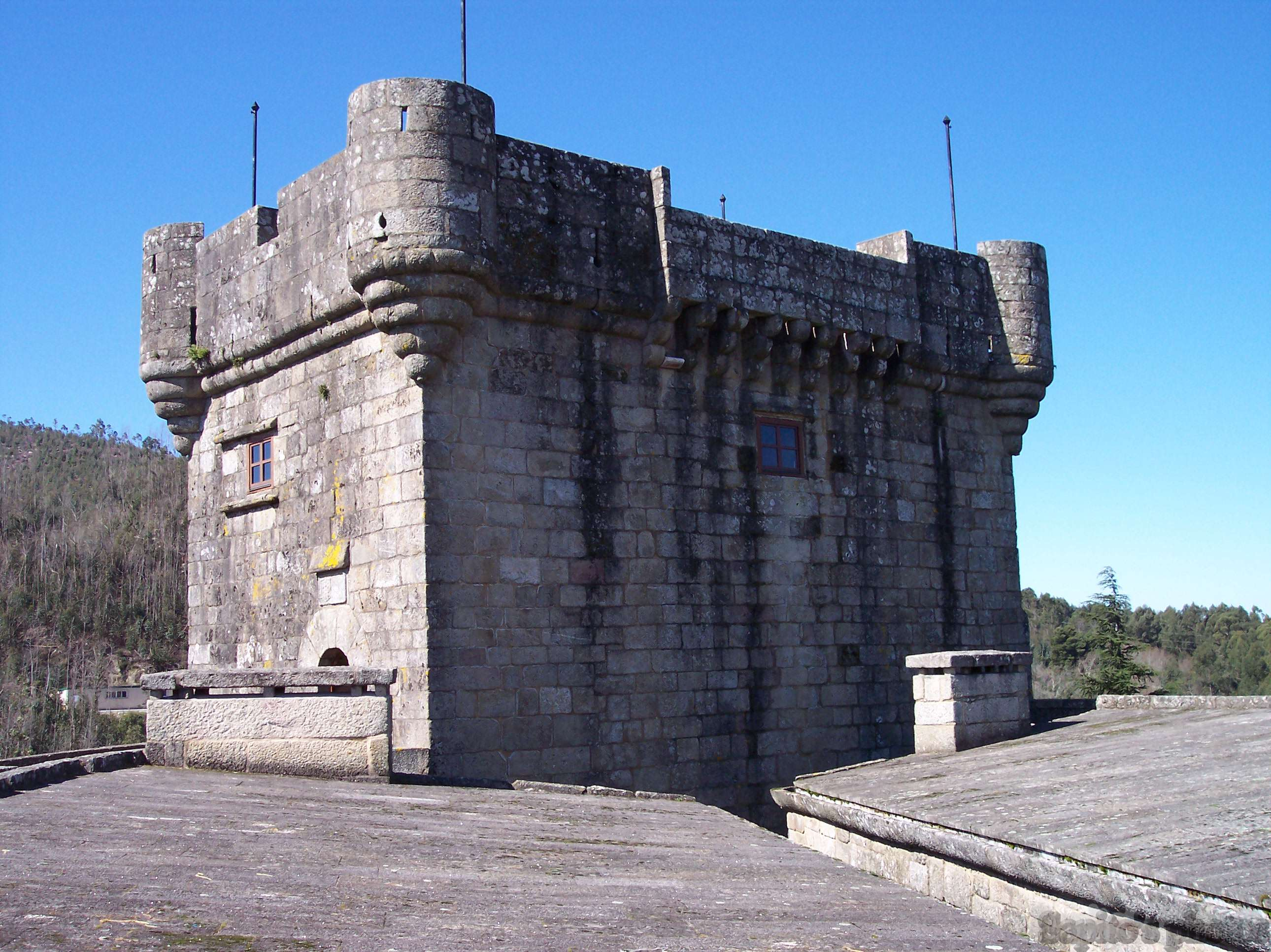
Castillo de Sobroso

- Puente de San Roque: su construcción, según el historiador Clodio González, data de 1502, año que aparece grabado en la base de uno de los pilares, los que coincide con la fundación de la feria mensual en 1483. Consta de cuatro arcos, dos de ellos ojivales, que se corresponden con la construcción original, y dos de medio punto, posteriores. Es el que da nombre a la villa,[13]y también es conocido como Puente de los Remedios; Puente de Areas; Puente Viejo; o erróneamente puente romano. Junto al mismo existe una pequeña ermita en honor a San Roque del siglo XVIII.[74]
- Puente de las Partidas (en gallego: «ponte das Partidas»): también de origen medieval.[75]
- Pena do Equilibrio (en castellano, literalmente: 'piedra del Equilibrio'): forma parte del conjunto de bolas graníticas a las que también pertenece la «Pena dos namorados». Está situada en la subida al monte da Picaraña, perteneciendo a la parroquia de Arcos (Puenteareas). Destaca por ser un enorme pedrusco situado sobre otro, en pleno equilibrio (la naturaleza ofrece cosas tan espectaculares como este equilibrio de ambas rocas).[cita requerida]

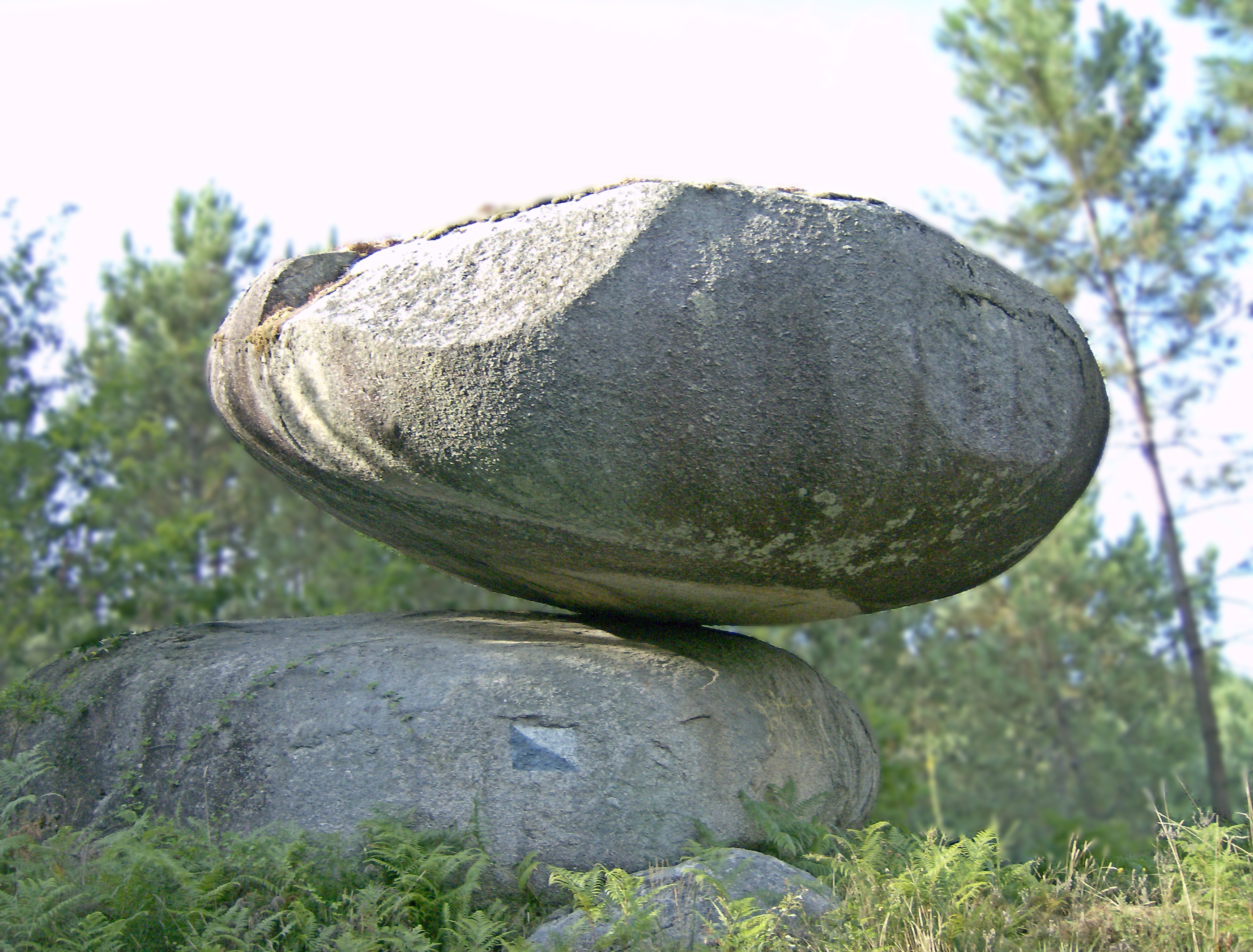
Pena do equilibrio

- Pena dos Namorados (en castellano, literalmente: 'piedra de los Enamorados'): situada junto a la N-120, en el lado opuesto a la Pena do equilibrio, dentro del término de la parroquia de Arcos (Puenteareas). Forma parte de un conjunto natural de restos de bolas graníticas, donde las parejas enamoradas conocen su futuro amoroso. En el pasado fue refugio de cazadores neolíticos. Actualmente es un monumento turístico. También es llamada Pena do San Valentín.[cita requerida]

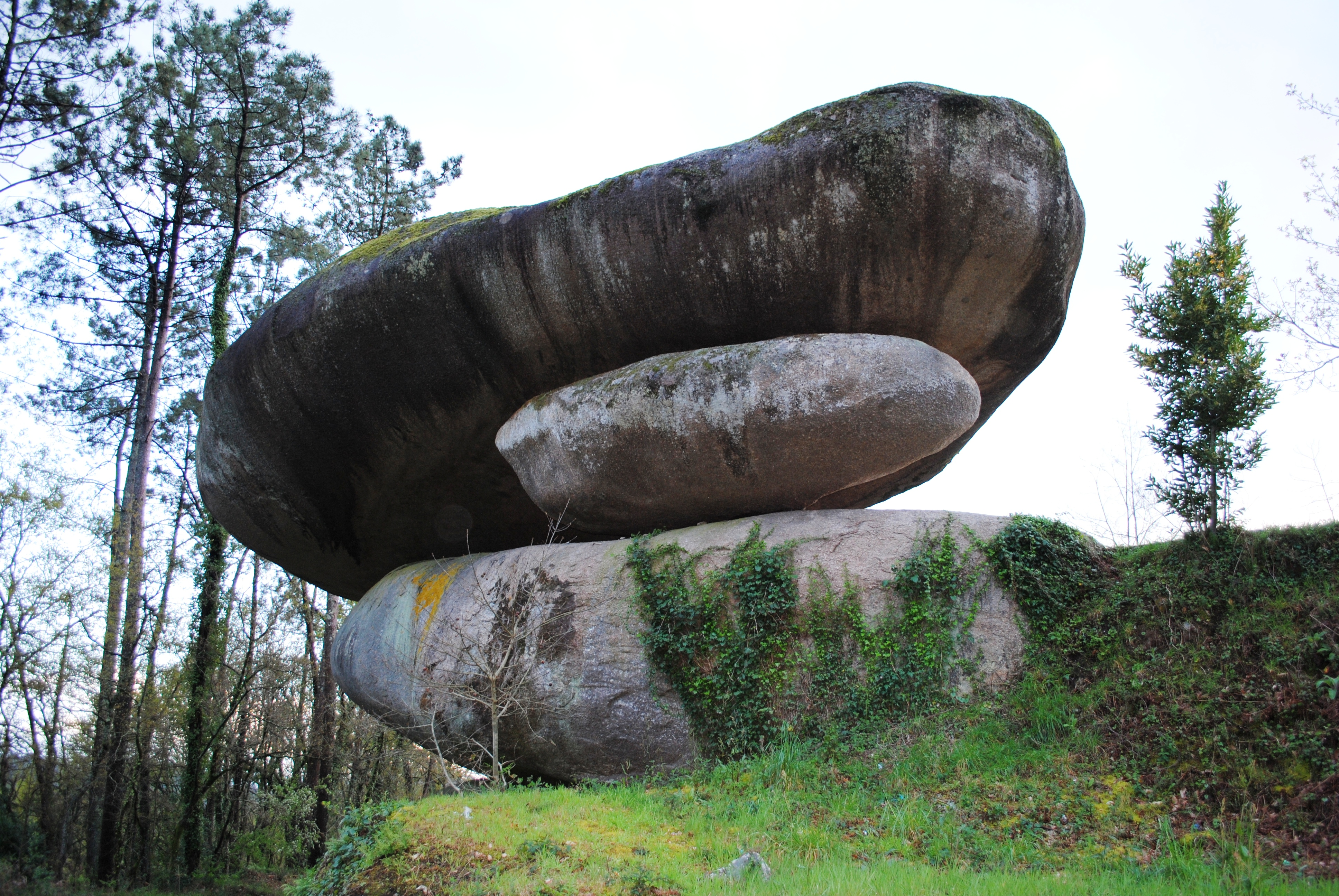
Peña de los enamorados

- Castro de Troña: situado en el término parroquial de Pías, junto a la ermita del Dulce Nombre de Jesús. Su origen data del siglo siglo VI a. C., aunque los primeros escritos que se refieren al castro dan certeza de su existencia en el siglo II. Es uno de los principales enclaves de la cultura castrense de Galicia, destacando por su privilegiada situación y su importancia defensiva en el pasado. Cuenta con más de 30 construcciones castreñas. El Grabado Rupestre Castro de Troña fue declarado Bien de Interés Cultural RI-51-0004106 el 20 de diciembre de 1974.[76]
- Sitio arqueológico del Castro A Croa: situado en la parroquia de Ribadetea.[77]
- Monte de la Picaraña: situado muy cerca del casco urbano y del convento de San Diego de Canedo. Tiene una altitud de 365 metros, y es un excelente mirador. Junto a la cumbre está situada la capilla de la Santa Cruz, construida en el año 1907.
- Castillo de Sobroso: pese a que está situado fuera de su término municipal, es propiedad del municipio de Puenteareas (lo gestiona y lo mantiene). Es una fortaleza medieval del siglo IX.
- Iglesias románicas: de San Pedro de Angoares (siglo XII); de San Esteban de Cumiar (medievo bajo); de San Salvador de Padrones; y de San Ciprián de Paredes.
- Iglesia de San Nicolás de Prado (siglo XIV).
- Convento de San Diego de Canedo: construcción del siglo XVIII, perteneciente a la orden franciscana.
- Iglesia parroquial de San Miguel de Puenteareas (siglo XIX - año 1885).

## Cultura

### Fiestas locales
- Corpus Christi: declarada Fiesta de Interés Turístico Internacional desde el año 2009,[78][79] siendo la quinta festividad en adquirir tal distinción de carácter honorífico de toda Galicia.[80] Es la celebración más conocida de la villa (celebrada desde 1857), así también como la de mayor valor cultural. La escritora ponteareana Maruja Pino Piñeiro relató en su libro El Corpus de Puenteareas en su Historia que en el año 1800 los ponteareanos confeccionaron una alfombra representando la bandera de España para venerar el paso por el municipio de las reliquias de un Santo, el cual estaba siendo trasladado desde Madrid a Santiago de Compostela.[81] Cada año, durante toda la noche previa al domingo de Corpus, cientos de vecinos colaboran en la creación de más de un kilómetro de alfombras formadas por miles de flores, arbustos, y arbustos sin hojas. Se emplean plantas como la mimosa, la tuya y el mirto para los contornos y los fondos de los diseños, mientras que los pétalos de flores (rosas, hortensias, tulipanes y claveles) se utilizan para el relleno de la alfombra. Su mezcla cuidadosa obtiene como resultado una auténtica obra de arte de color, creatividad y belleza para el deleite de los visitantes que abarrotan las calles y plazas del municipio a lo largo del domingo, con el paso de la procesión en honor al Santísimo Sacramento sobre dichas alfombras florales. La confección de las alfombras florales le ha servido a Puenteareas para ser conocida como «La Villa del Corpus». El municipio cuenta con una escuela de alfombristas propia, y cada año aumentan las asociaciones — tanto locales como del resto de España y del extranjero — que participan en el Corpus Christi.

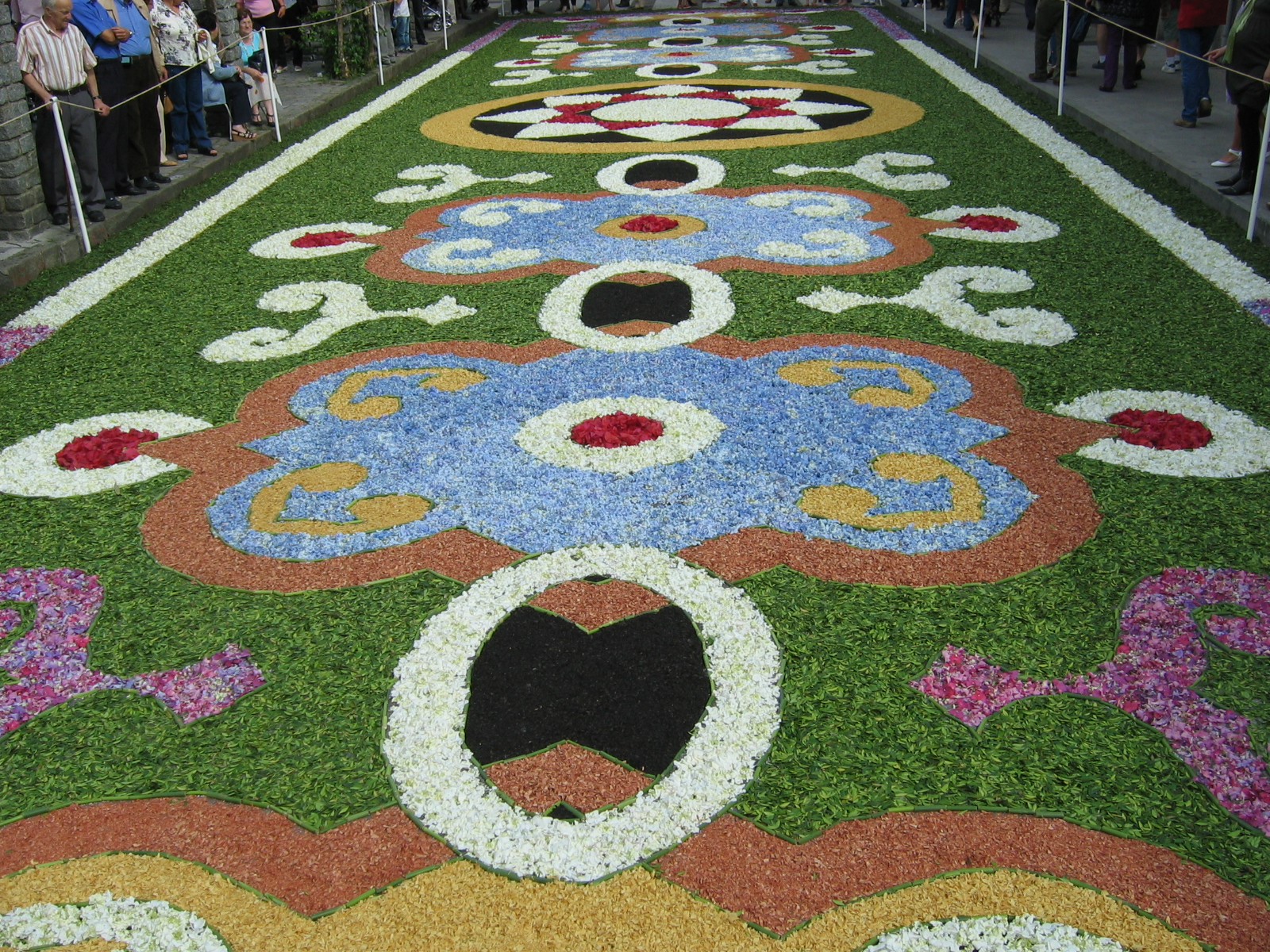
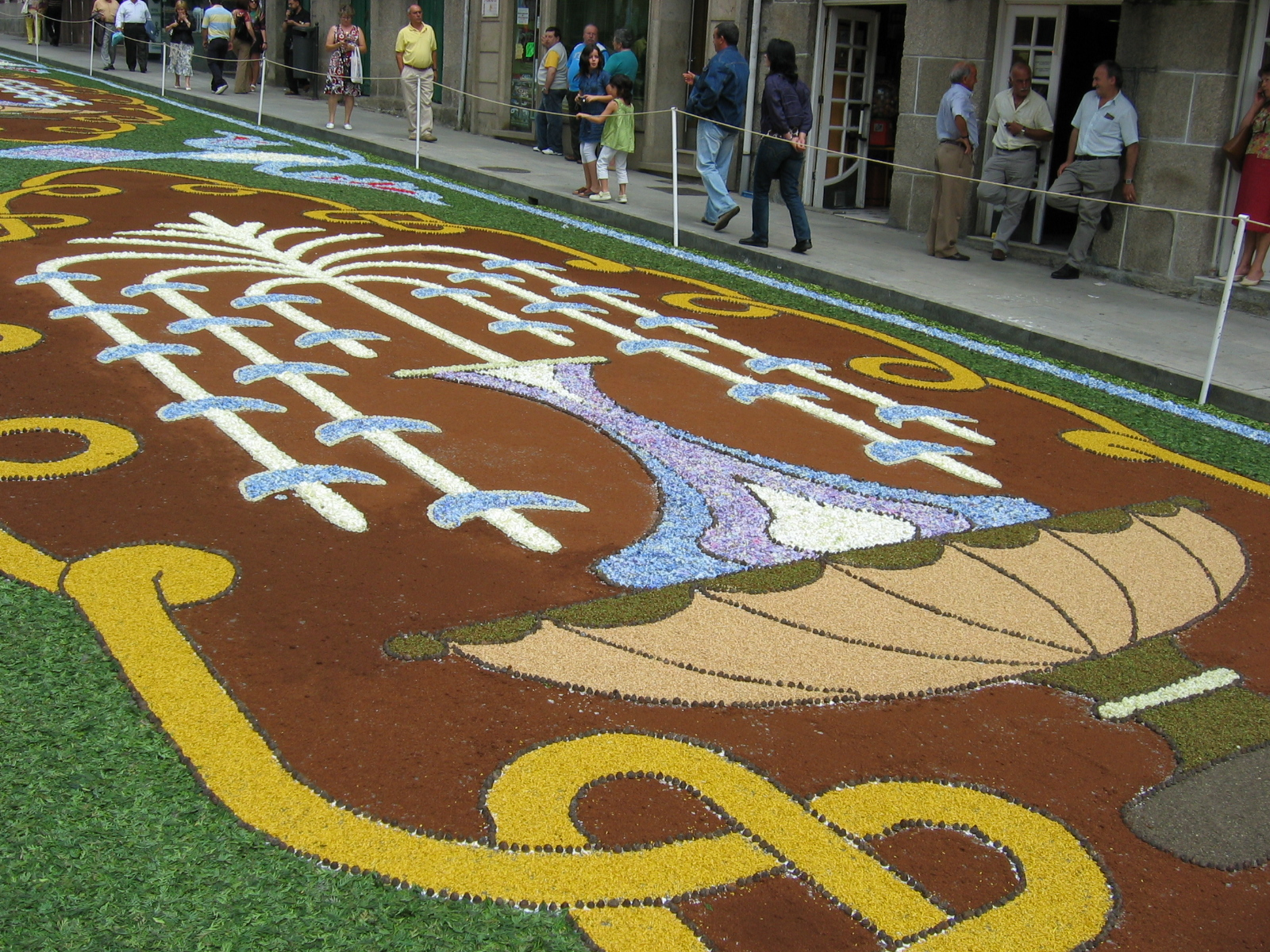
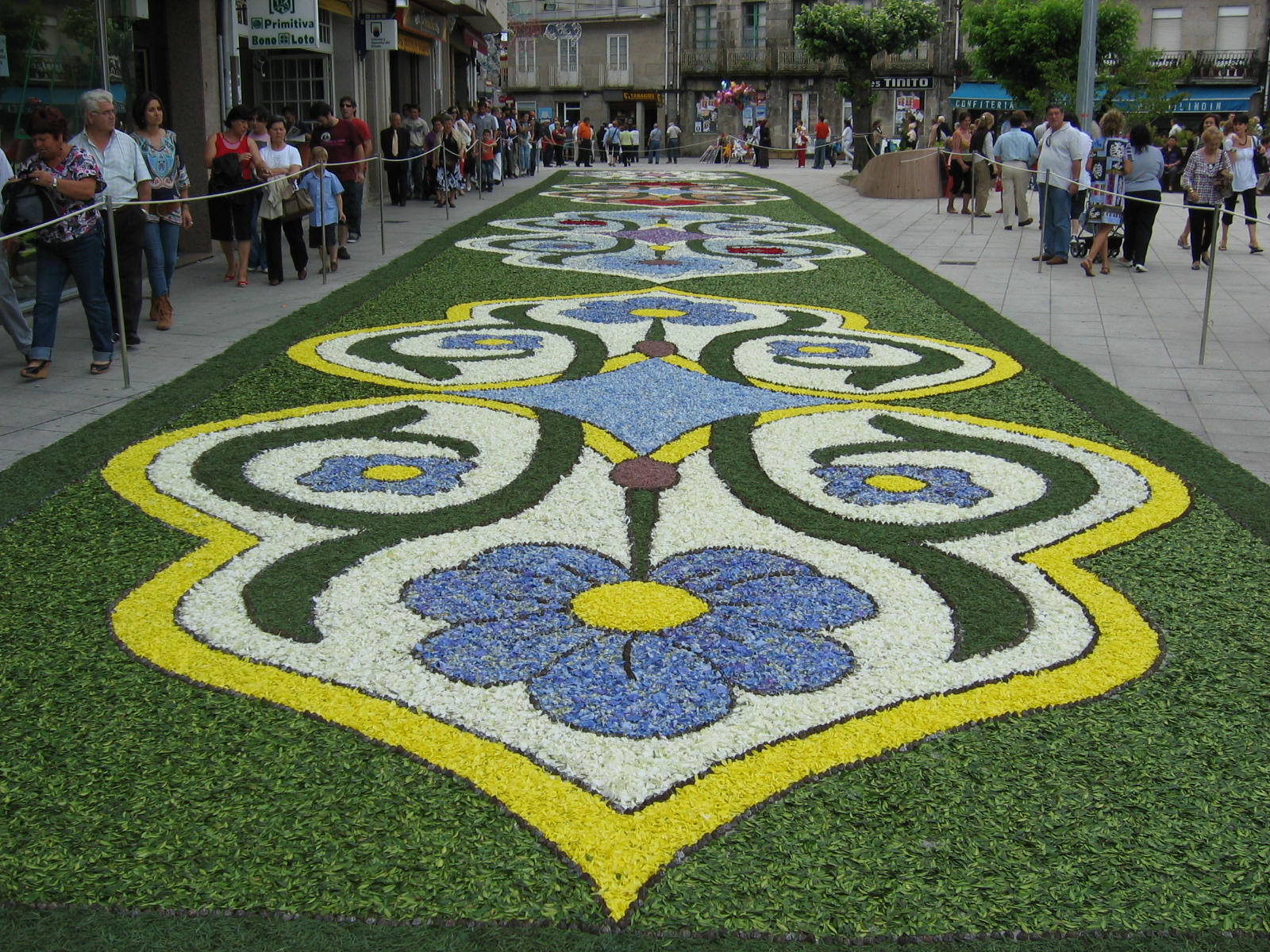
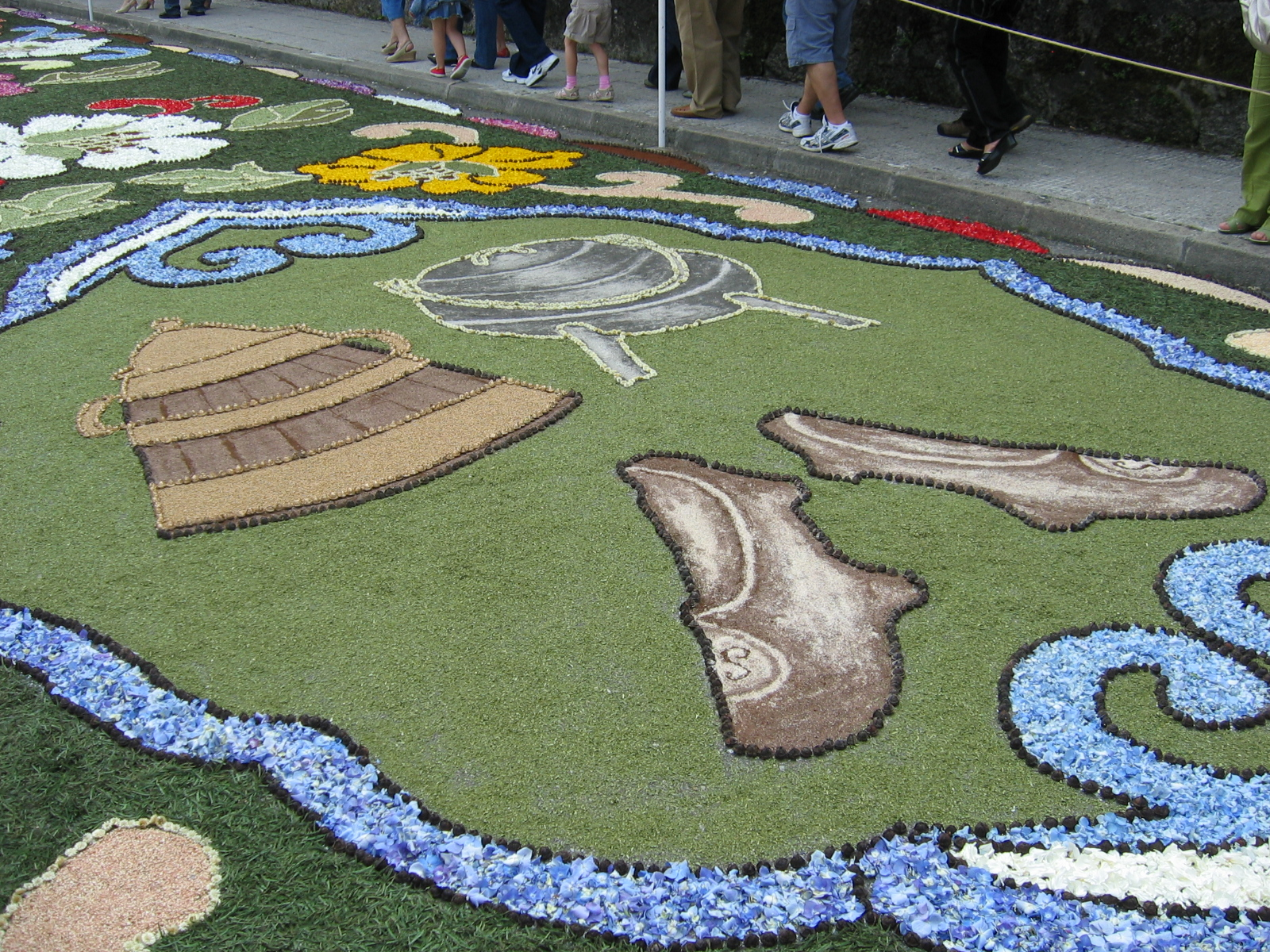
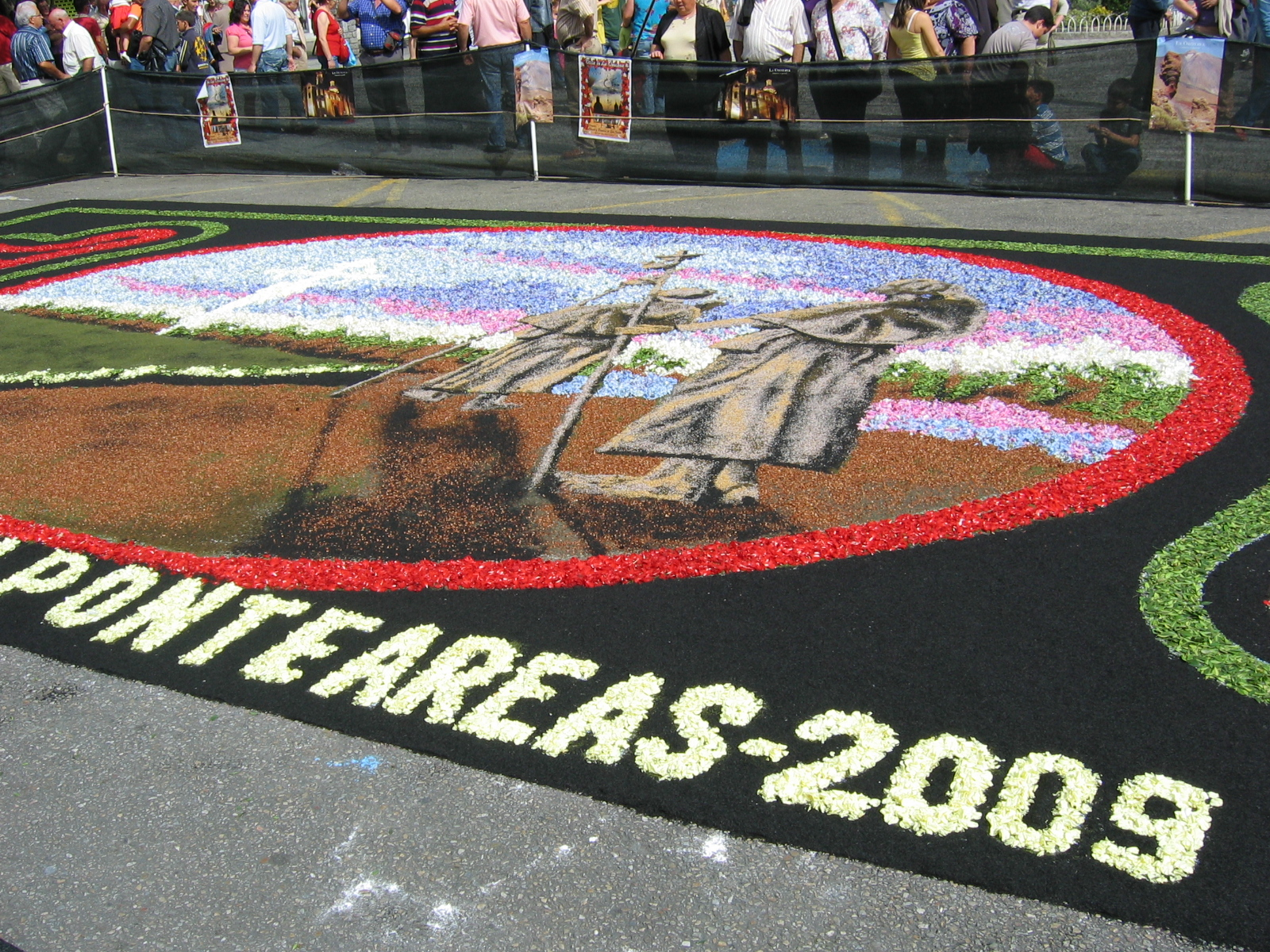
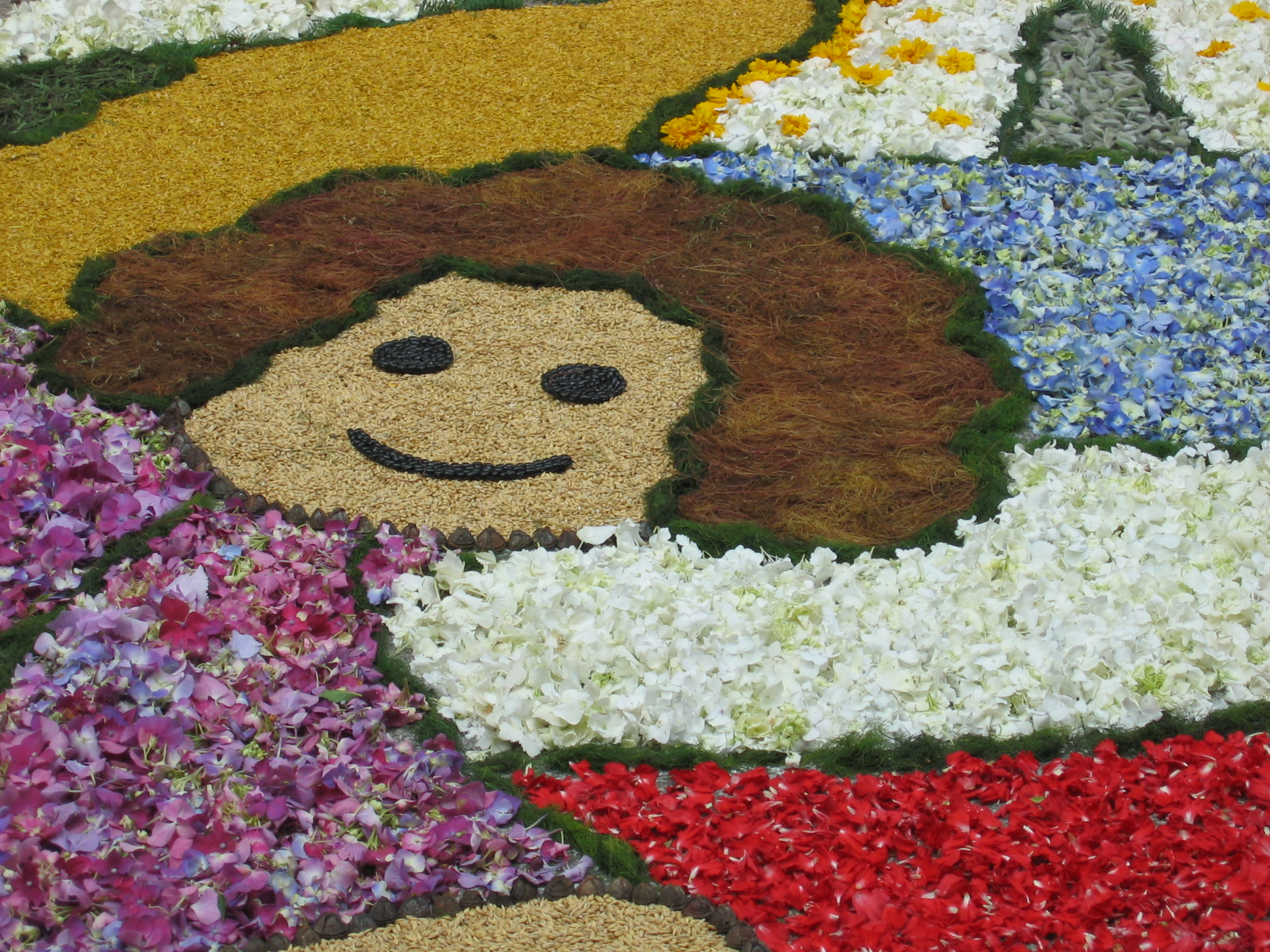
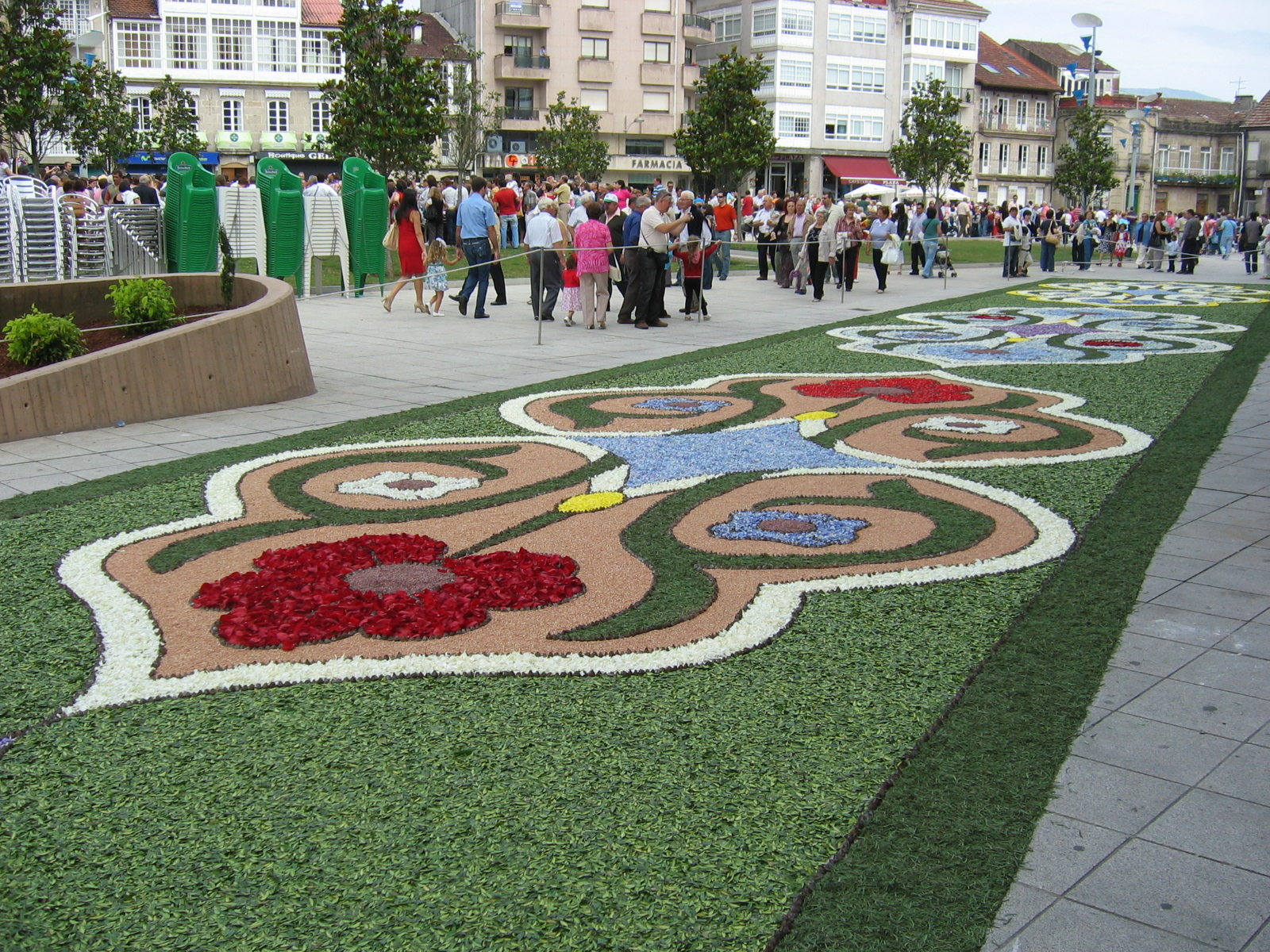
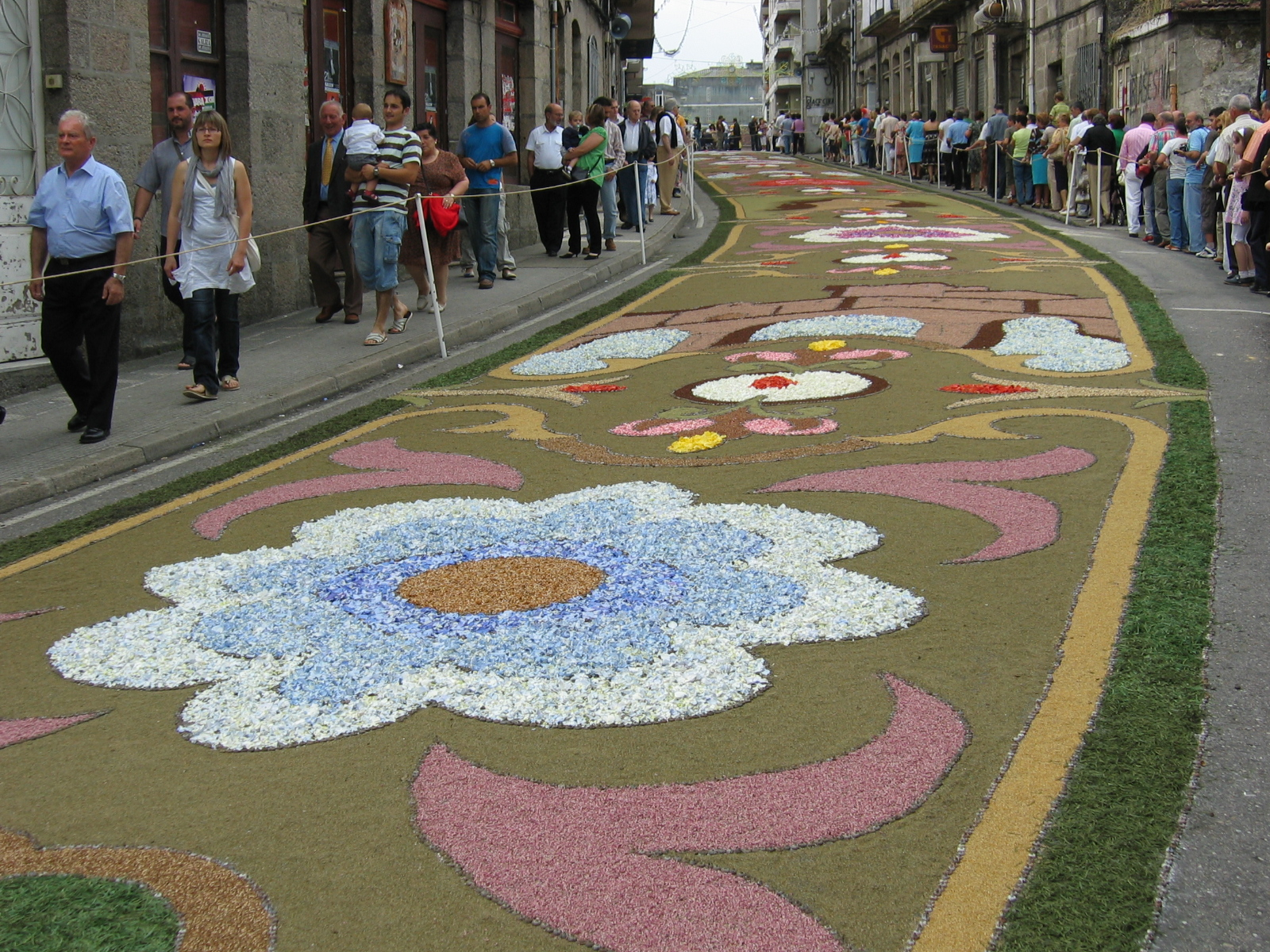
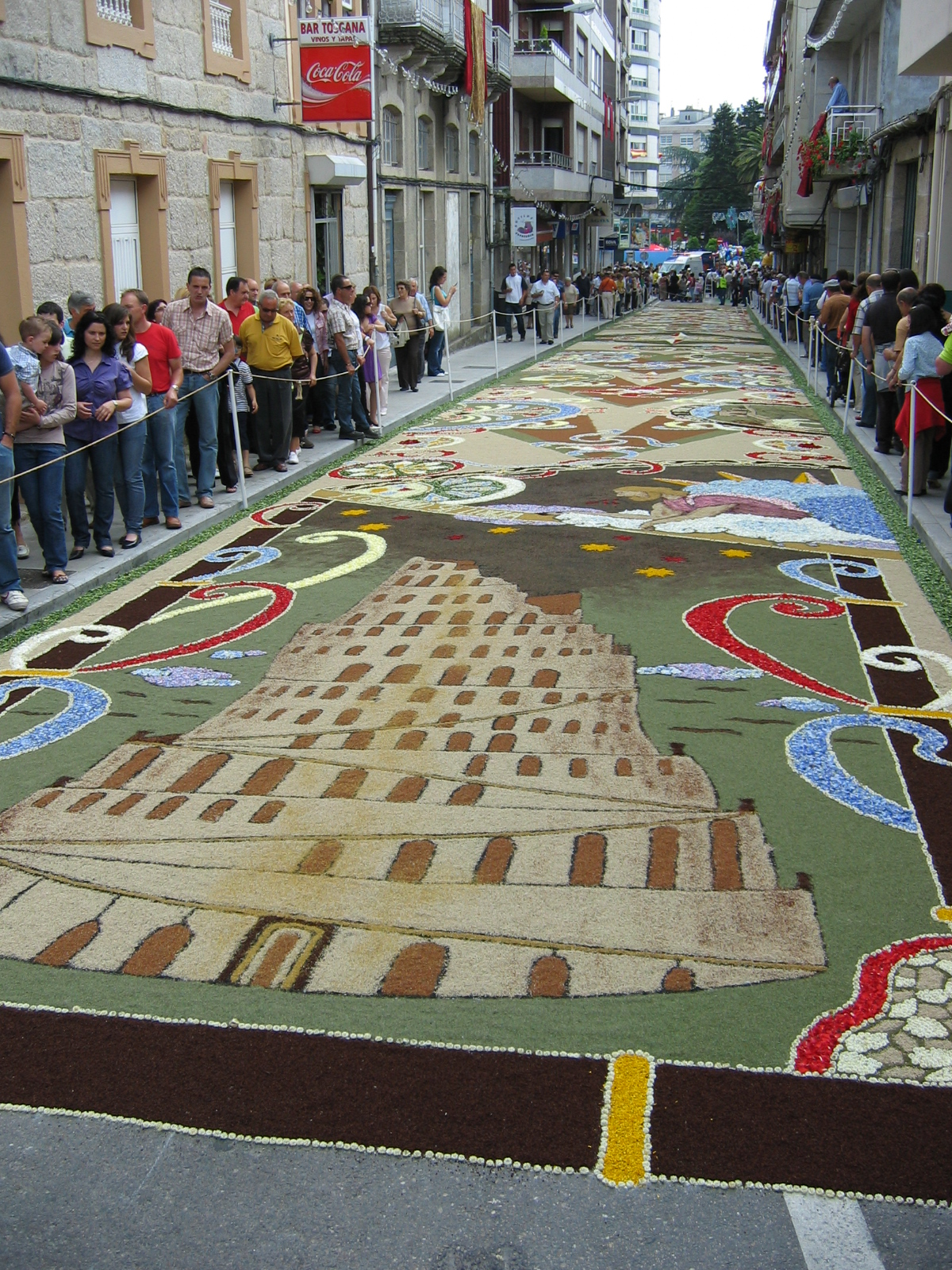
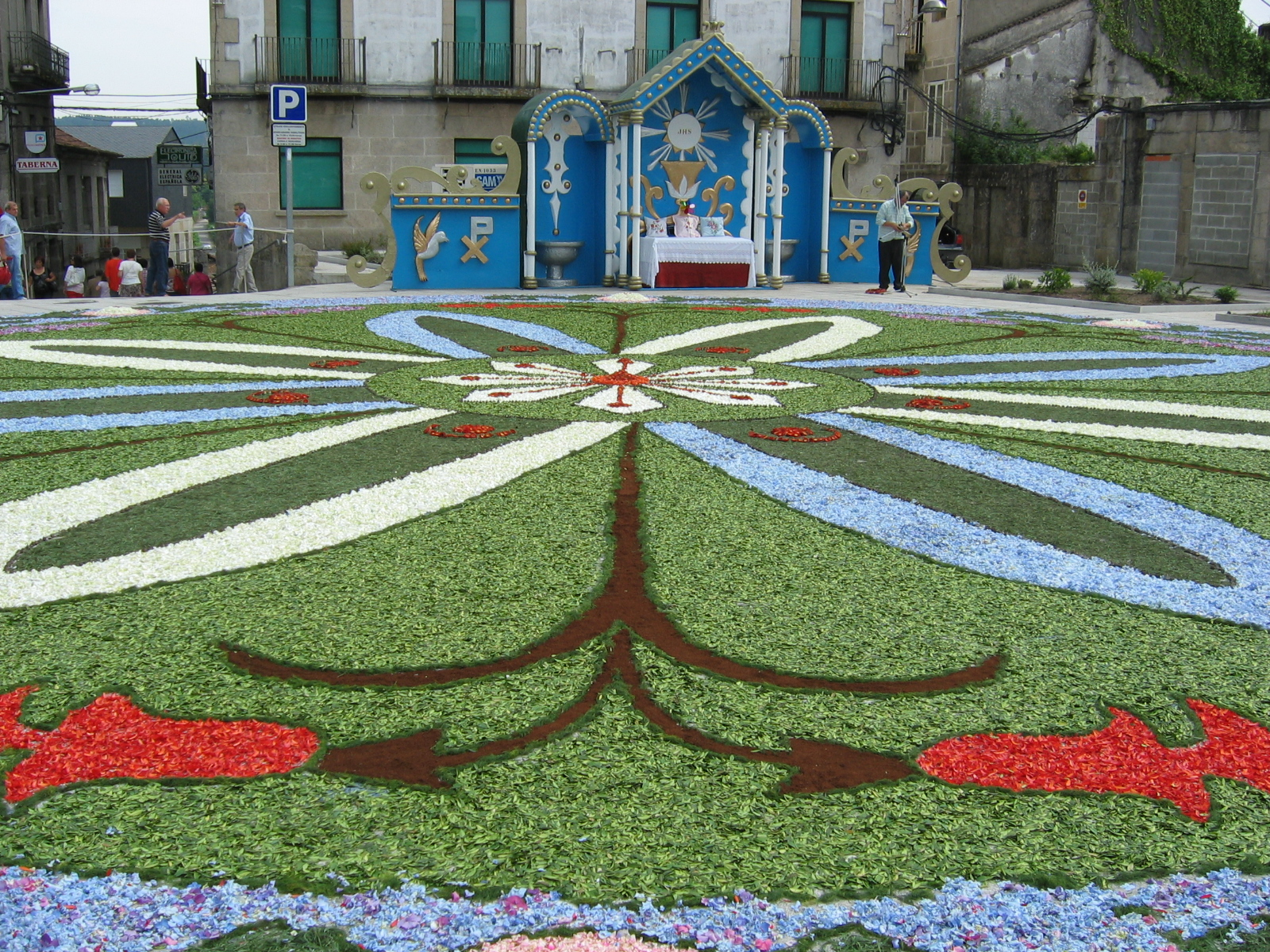
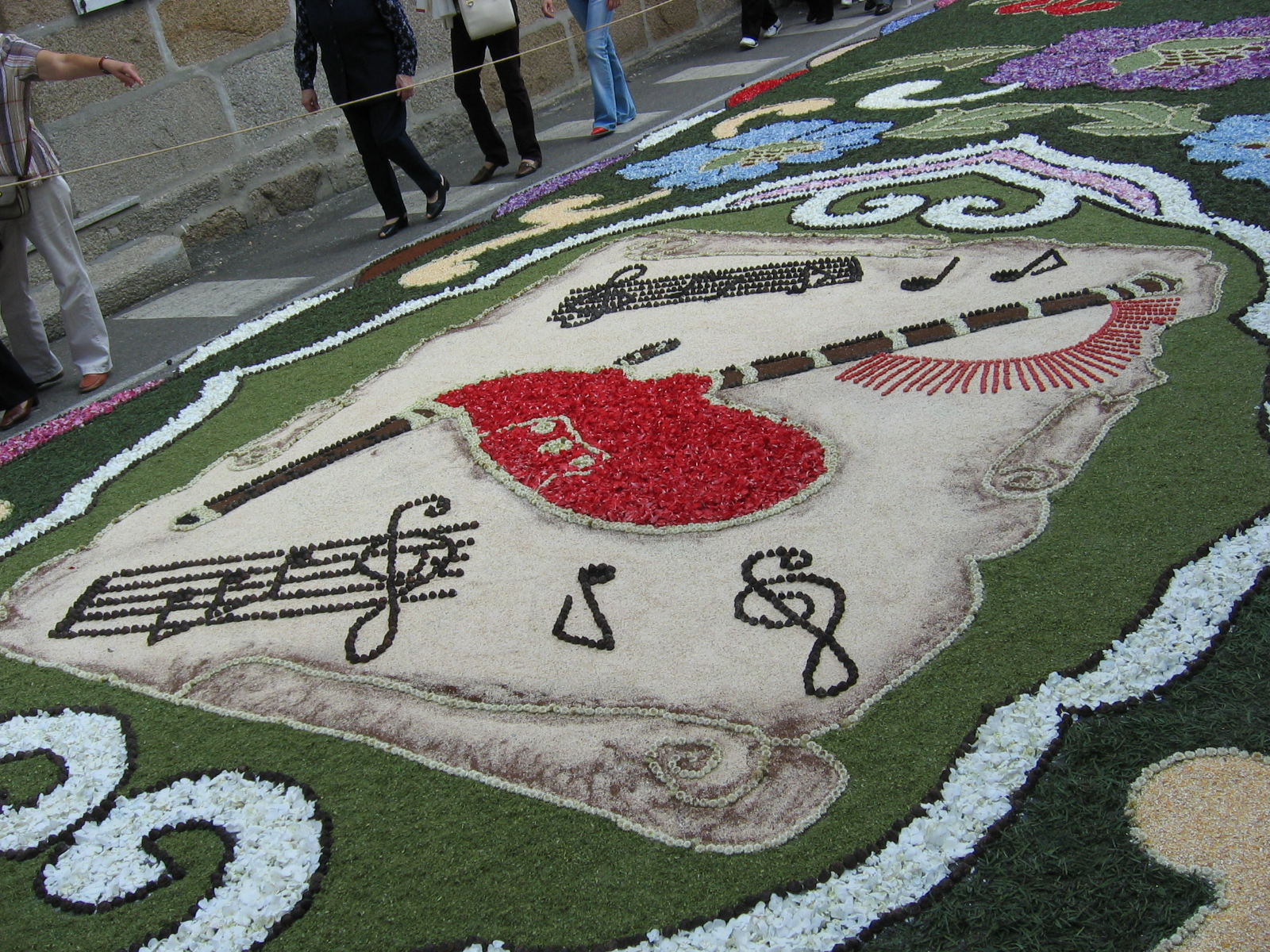
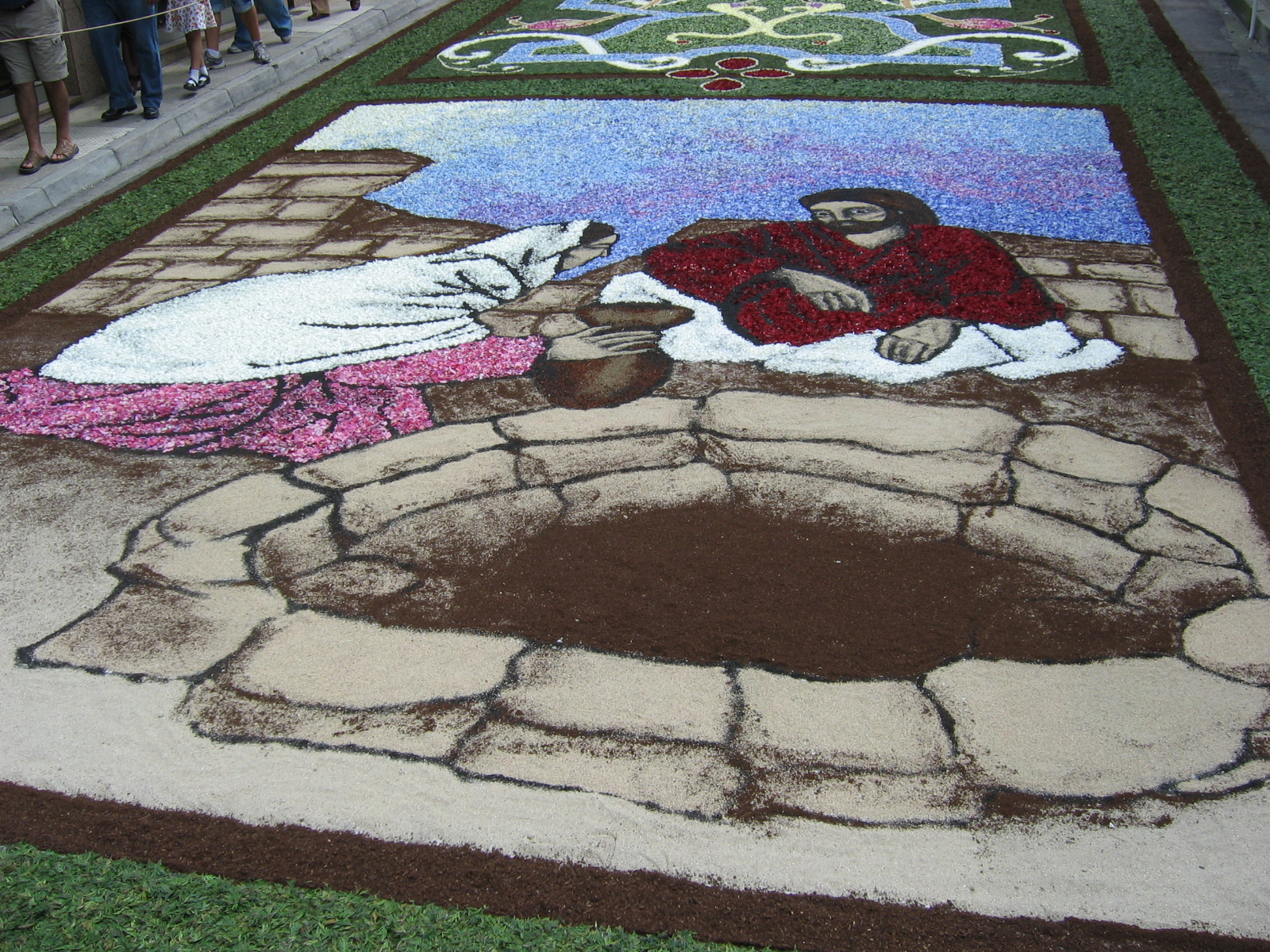
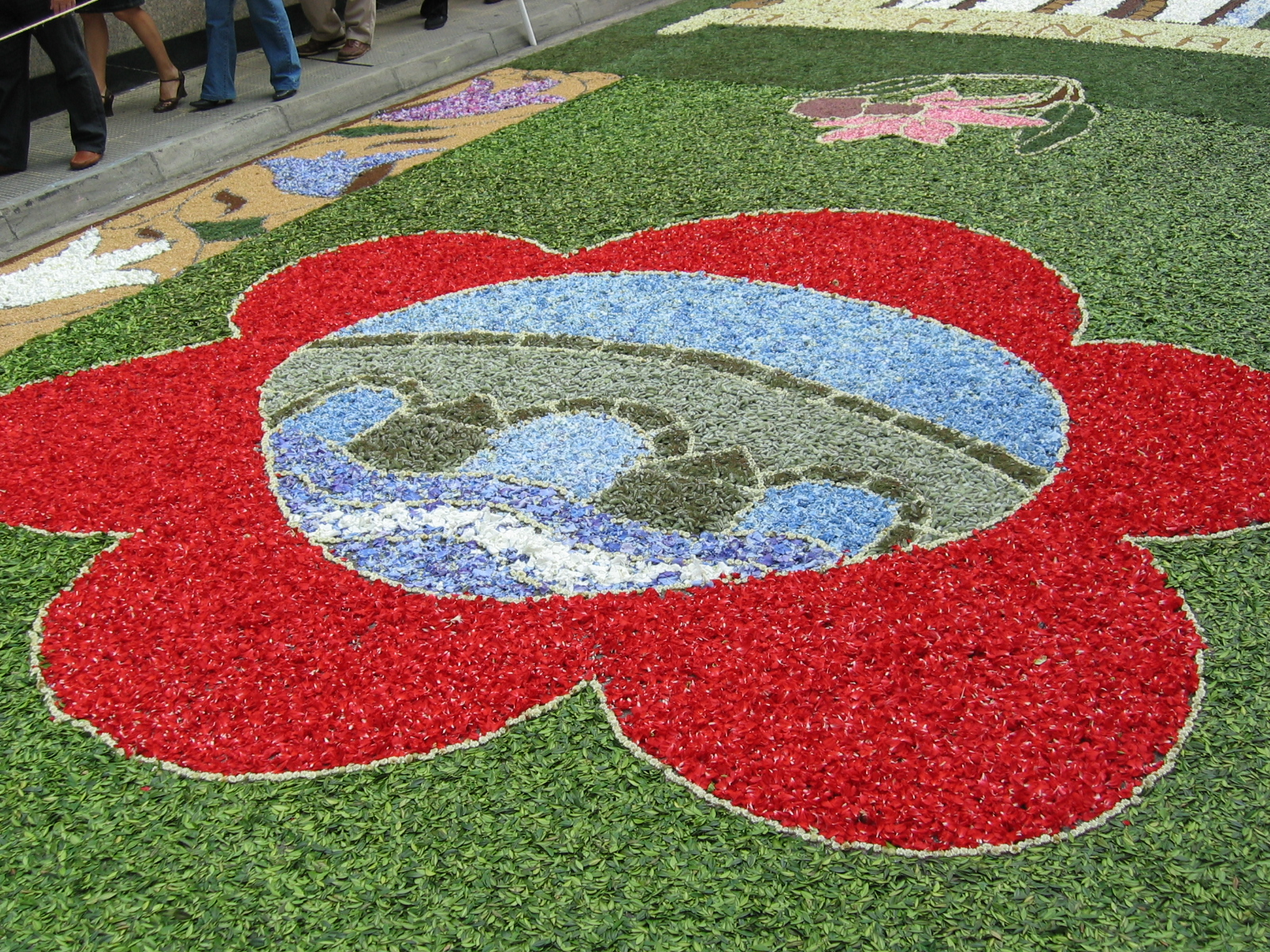
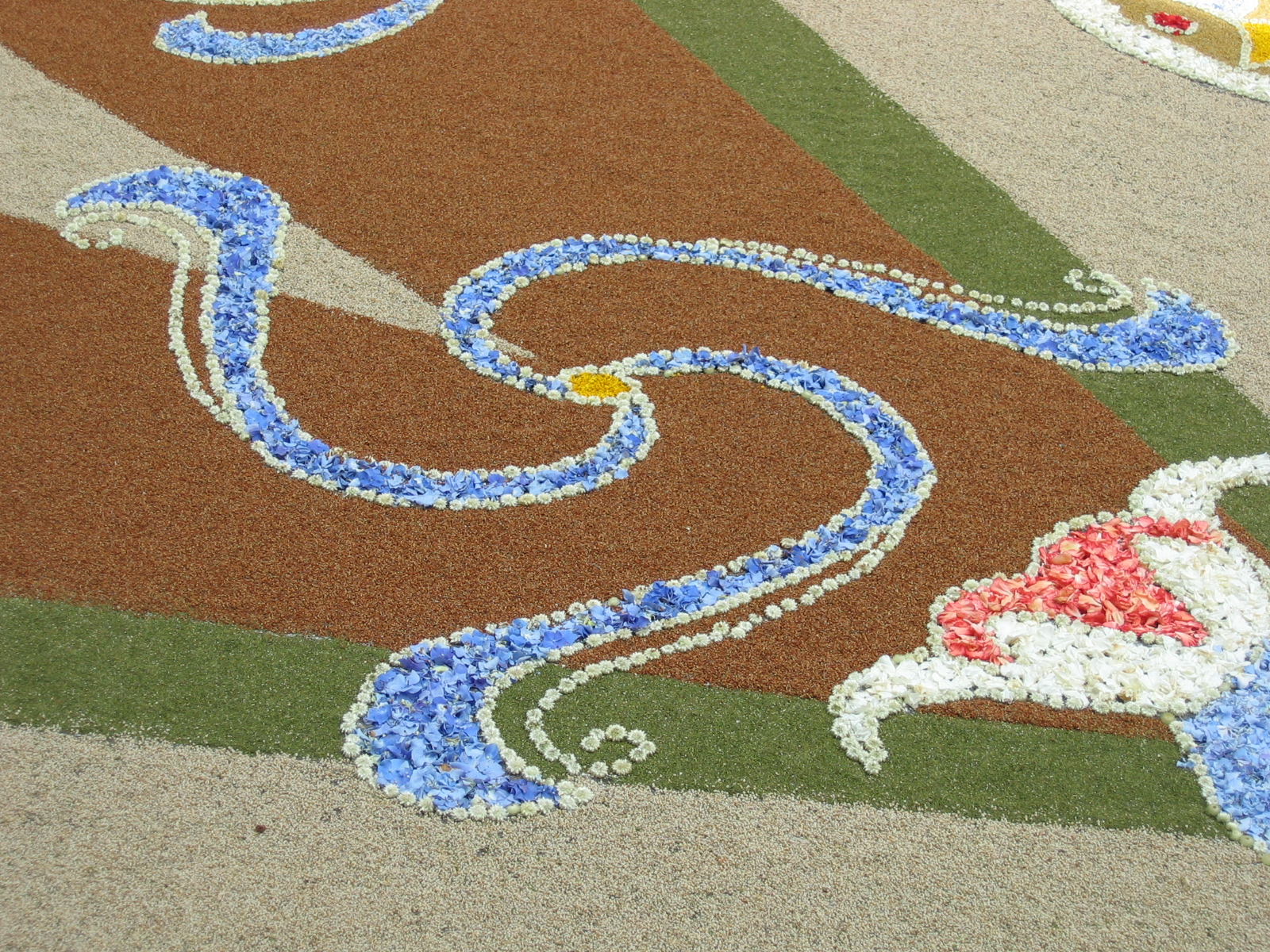

En el año 2010, 28 vecinos de Puenteareas confeccionaron una alfombra floral de 120 m² en Santiago de Compostela (Galicia), en la Puerta de la Catedral — situada en la plaza de la Inmaculada ante el Arzobispado — por la que salió su santidad el papa Benedicto XVI con motivo de su presencia en dicha ciudad en el Año Santo Jacobeo 2010. Dicha alfombra floral representó a la silueta del papa, a la figura de un peregrino, y a la ciudad de Santiago a través de su catedral.
- Nuestra Señora de los Remedios, 8 de septiembre, patrona de Puenteareas.
- San Miguel Arcángel, 29 de septiembre, patrón de Puenteareas.
- Fiesta de San Roque, 16 de agosto.

### Museos
- Museo municipal: centro gratuito que actualmente alberga materiales del paleolítico y neolítico, hallazgos arqueológicos castreños, elementos románicos, y también obras y legados de artistas locales contemporáneos. El museo cuenta con un espacio dedicado al Corpus Christi — la fiesta local más importante de Puenteareas —.

### Música

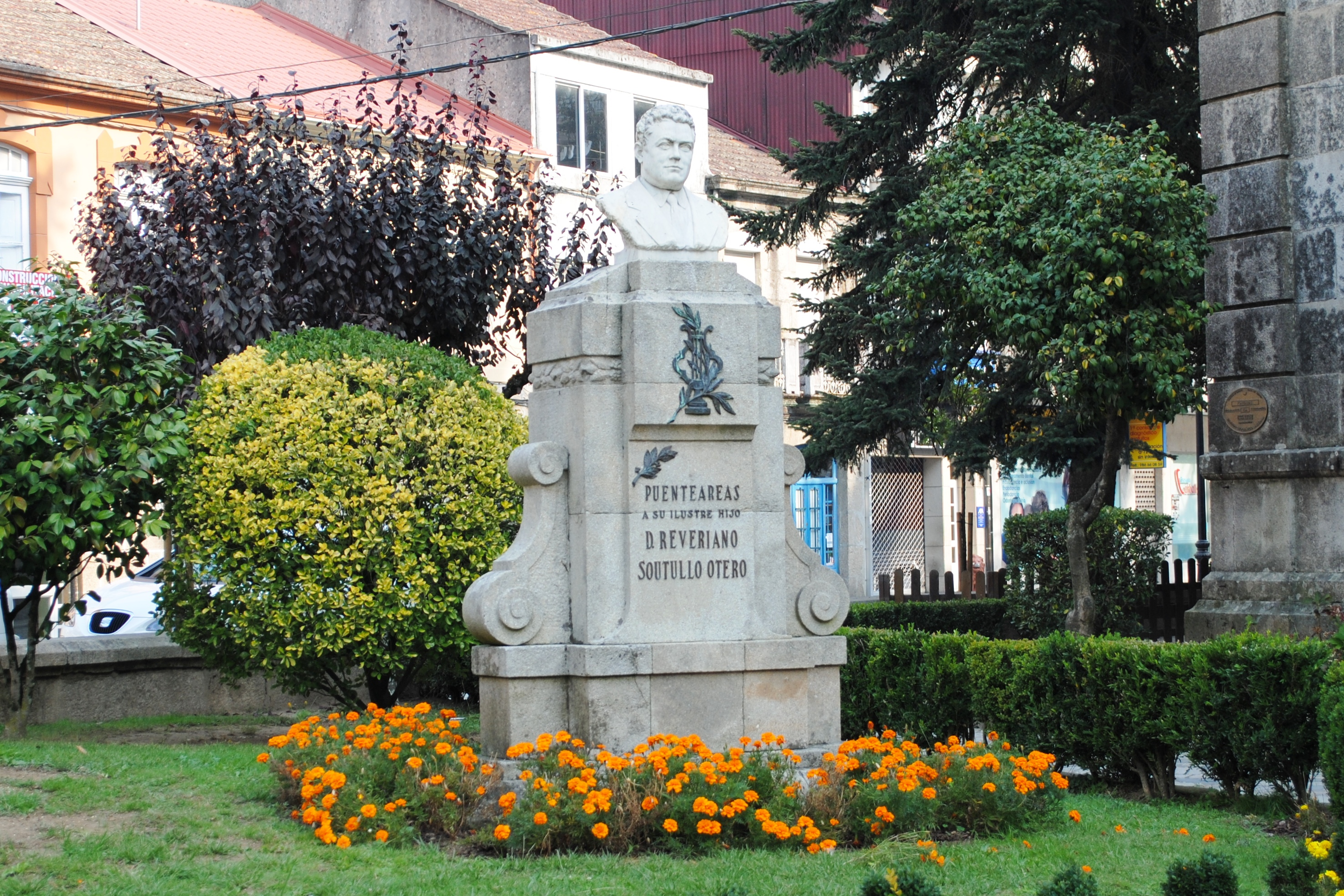
Escultura de Reveriano Soutullo Otero

- Reveriano Soutullo Otero, nacido en Puenteareas en 1884 y fallecido en Vigo en 1932. Compositor de zarzuelas y pasodobles, el 20 de octubre de 1929 estrenó el pasodoble Puenteareas, una de las piezas para banda más conocidas del músico, y es interpretado actualmente tanto por la Real Banda Inglesa (en los cambios de la guardia real del palacio de Buckingham), como por centenares de bandas de toda España, además de interpretarse en algunas corridas taurinas. La Real Banda Inglesa participó en la localidad de Vigo en 1985 en una feria mundial de la pesca, e incorporaron a su repertorio musical dicha pieza.[83]
- Festival Internacional Groba de música clásica: celebrado anualmente a lo largo de una semana de agosto. Su primera edición tuvo lugar en el año 2013. El festival reúne a músicos clásicos internacionales y nacionales, celebrándose en el auditorio municipal Reveriano Soutullo numerosos conciertos diarios gratuitos, además de diversos concursos y cursos. El compositor ponteareano Rogelio Groba da nombre al Festival, además de participar activamente en cada edición.[84]
- Concurso de gaitas de Puenteareas, celebrado anualmente en el mes de septiembre, cuenta con 48 ediciones celebradas (año 2015), cuya trayectoria es la más amplia de toda Galicia. Año tras año participan 15 grupos de gaitas vestidos con el traje tradicional gallego. Cada cuarteto está formado por dos gaitas, un bombo y un tamboril.[85]
- Auditorio municipal Reveriano Soutullo, con capacidad para más de 500 personas, dispone de un gran escenario, además de contar con diversas salas donde semanalmente se celebran diversos actos. En dichas instalaciones tiene lugar anualmente el Festival Groba. Fue inaugurado el 24 de mayo de 1986.
- Conservatorio Profesional de Música Reveriano Soutullo: se inauguró el 28 de septiembre de 1983[86]
- Escuela de Música Municipal Villa del Corpus de Puenteareas

### Costumbres
- Puenteareas celebra su mercadillo todos los sábados y el día 14 de cada mes (en horario matinal), tanto en la plaza Mayor como en la plaza Bugallal.
- El 1 de mayo de cada año se celebra la concurrida «romería de la Santa Cruz» ascendiendo hasta la capilla — del mismo nombre — situada en la cumbre del monte de la Picaraña.

### Patrón y patrona
- El patrón de Puenteareas es San Miguel Arcángel.
- La patrona de Puenteareas es Nuestra Señora de los Remedios.

### Deporte

#### Fútbol
El equipo de fútbol CD Cultural Areas milita en la temporada 2016-2017 en la categoría de Regional Preferente Autonómica de Galicia Grupo Sur, tras descender de tercera división de España la temporada 2014/2015. En la temporada 2008/2009 ascendió a tercera división como hito más destacado.
El equipo de fútbol SD Juvenil de Ponteareas actualmente milita en la temporada 2022-2023 en la categoría de Preferente de Galicia GRUPO SUR, pese a que en el pasado jugó en tercera división de España durante dos temporadas, llegando a vencer en un amistoso al Celta de Vigo.
Puenteareas cuenta con el memorial Eleuterio Carrera, disputado anualmente en el mes de julio en el campo municipal A Lomba, en honor al empresario ponteareano Eleuterio Carrera — ya fallecido —, quien mostró su apoyo durante muchos años al equipo CD Cultural Areas. Desde su primera edición en el año 2003, el torneo ha contado con la presencia de equipos de fútbol como el Celta de Vigo, el Real Valladolid o el Lugo, siendo el CD Cultural Areas el anfitrión del mismo.

#### Ciclismo
Puenteareas, debido a su geografía, es tierra de grandes ciclistas como Álvaro Pino (campeón de la Vuelta a España 1986), y los cinco hermanos Rodríguez Barros (Delio, Emilio, Manuel, Pastor y José), siendo los dos primeros campeones de la Vuelta a España en 1945 y 1950, respectivamente. De hecho, el municipio cuenta con varias escuelas y clubs ciclistas — como por ejemplo el «Club Ciclista Puenteareas», la «Peña Cicloturista Tea» y la «Peña A Picaraña» — y con numerosas tiendas dedicadas a dicho deporte. Tras la victoria de Álvaro Pino en 1986, la Vuelta a España 1987 celebró una etapa con salida en Puenteareas como homenaje. Posteriormente, con motivo del 25 aniversario de la Vuelta a España ganada por Álvaro Pino, el 1 de septiembre de 2011 el municipio volvió a albergar la salida de la etapa 12 Puenteareas - Pontevedra. Al año siguiente el municipio fue el punto de salida de la etapa 10 Puenteareas - Sangenjo (28 de agosto de 2012); mientras que el 12 de septiembre de 2014 fue recorrido de la etapa 19 Salvatierra de Miño - Cangas do Morrazo; y el 21 de septiembre de 2016 fue recorrido de la etapa 2 Orense - Bayona con motivo del 30 aniversario de la Vuelta a España ganada por Álvaro Pino.
Otro ciclista, José Enrique Porto Lareo, con problemas de visión, consiguió dos medallas en los Juegos Paralímpicos de Londres 2012 en la modalidad de carrera de pista 1 kilómetro (plata), y de carrera de velocidad en pista (bronce). Además, ha conseguido cinco medallas (de plata y bronce) en diversos Campeonatos del Mundo en los que ha participado desde 2009.

#### Natación
La natación es un deporte muy practicado entre los jóvenes menores de 25 años, como demuestra el Club Natación Puenteareas, el cual ascendió a la categoría de División de Honor de Galicia en la temporada 2018/2019 y compite en la segunda división de la Copa de España femenina desde la temporada 2019/2020. Además de tener nadadores en el equipo nacional en categorías inferiores, tiene como hito más destacado el haber ganado el Campeonato Gallego Absoluto desde la temporada 2020/2021 hasta la actualidad. También ha conseguido el ascenso a la 1.ª división en la Copa de España femenina en la temporada 2022/2023.
En el municipio también se disputan torneos de natación como el Trofeo Ayuntamiento de Puenteareas y el Trofeo Amizade, así como la Travesía Vila do Tea en la playa fluvial de A Freixa.

#### Tenis
Desde el año 2010, anualmente se disputa el torneo federado Open Tenis Vila do Corpus en Puenteareas, organizado por el Club de Tenis de Puenteareas. Dicho club milita en la temporada 2016 en primera división del Campeonato Gallego por equipos absolutos, siendo su mejor temporada histórica desde su creación en 2009. Su mejor jugador es Manuel Vázquez Costal, situado en el puesto 570 de la clasificación nacional (febrero de 2016).
En el municipio también se disputan torneos populares de tenis como el Torneo Concello de Puenteareas y el Torneo Social.

#### Atletismo
José Teixeira Alonso, su hermano Antonio, y Enrique Freitas situaron a Puenteareas como uno de los referentes a nivel nacional en el periodo 1951-1955. Formando parte del club de atletismo S.D. Juvenil de Puenteareas, los tres consiguieron en 1953 el Campeonato de España de Campo a Través por equipos. José Teixeira Alonso fue el más laureado de los tres, consiguiendo como logros más destacados: 3 campeonatos de España de 3000 metros obstáculos (1951, 1953 y 1955); una medalla de bronce en los II Juegos del Mediterráneo (Barcelona, año 1955); una medalla de oro en los 3000 metros obstáculos en París (1953) consiguiendo el récord de España, y varios campeonatos gallegos de 1500 metros lisos, 1500 obstáculos, 3000 obstáculos y cross (con varios récords de Galicia).
El club de atletismo «Taninos Runners» de Puenteareas impulsa este deporte en el municipio, como es el caso de la celebración anual (desde el año 2012) de la Carrera San Silvestre Solidaria de Puenteareas de 5 km de recorrido por las calles del municipio cada 31 de diciembre.
El 1 de mayo se celebra (desde el año 2016) la carrera Subida Á Picaraña de más de 4 km de recorrido, organizada por el Club de Caminantes del Condado.

#### Hockey sobre patines
El club de hockey sobre patines S.D. Juvenil de Puenteareas (también llamado Granitos de Galicia S.A.) se fundó en 1956, consiguiendo 7 campeonatos de la zona sur de Galicia (hasta mayo de 1975). Los jugadores más destacados fueron Manuel Roget, y "Pianito" Nene. En 1976 el club se unió al Traviesas Hockey Club de Vigo, disputando 6 temporadas en la Liga Nacional de primera división. En 1982 ambos clubs se separaron, pasándose a denominar como «M.T. Puenteareas Hockey Club» compitiendo en División de Plata.

#### Otros deportes
Otros deportes muy practicados en la localidad son: pádel; bádmiton, balonmano, fútbol sala y baloncesto, que cuentan con diversos clubs.

#### Senderismo
- Existen numerosas e interesantes rutas de senderismo en Puenteareas, destacando las siguientes: «Ruta de los Penedos» (de 7,1 km);[109] «Ruta de los Montes de San Cibrán» (de casi 13 km); y «Ruta A Picaraña» (de 6,9 km).
- Además, en coche destaca la «Ruta milenaria» por el municipio de Puenteareas.

### Gastronomía
- La repostería tiene como referencia las rosquillas, los melindres, poufeiras y boleardos.[110]
- En 2015 abrió Galician Brew, una micro fábrica de cerveza artesana, que comercializa cerveza rubia (Curuxa) y tostada (Sabela).[cita requerida]
- El municipio está incluido en la subzona Condado del Tea, de la denominación de origen Rías Baixas.[111][112]
- Destaca la lamprea del río Tea cuya pesca se realiza con el arte de la fisga.[cita requerida]
- La fiesta del bacalao y la fiesta del pollo asado se celebran en la villa en los meses de julio y agosto, respectivamente.[cita requerida]

### Medios de comunicación

#### Prensa
El periódico «El Tea» fue fundado en 1908 en Puenteareas y tuvo su fin en 1936, conservándose los papeles originales en el Museo y biblioteca municipal.[cita requerida] Actualmente los periódicos de difusión regional Atlántico Diario,[cita requerida] Faro de Vigo[cita requerida] y La Voz de Galicia[cita requerida] incluyen suplementos de noticias de Puenteareas.

#### Televisión y radio
Actualmente Puenteareas no cuenta con televisión ni radio local pública, pese a que desde 1987 hasta 2012 tuvo el «Canal Tea»: la Radio Televisión Municipal de Puenteareas. Dicho medio sirvió de cobertura informativa en la comarca del Condado durante 25 años, y que ha llegado a contar con un canal en YouTube.[cita requerida] Existe un canal local llamado Via Televisión que cuenta con licencia de emisión en Puenteareas y sus alrededores.

## Servicios

### Educación
La parroquia Puenteareas (San Miguel) cuenta con los siguientes centros de educación repartidos por todo el municipio:
- 3 guarderías: escuela infantil municipal; Pasiños (calle Trovador Xoán García de Guillade); y Pasiños (calle Carballos).
- 4 colegios privados: colegio privado Plurilingüe La Inmaculada; colegio privado plurilingüe Santiago Apóstol; colegio Fernández Otero Purificación; y González Moreira M. De Los Ángeles.
- 3 colegios públicos: CEIP Fermín Bouza Brey; CEIP Nosa Señora dos Remedios; y CEIP Mestre Ramiro Sabell Mosquer.
- 3 institutos de educación secundaria: IES Val do Tea; IES do Barral; y IES Pedra da Auga.
- 1 centro de formación profesional: CIFP A Granxa.
- 2 centros de música: CMUS Profesional Reveriano Soutullo; y ESMU Villa del Corpus de Puenteareas.

### Sanidad
Puenteareas cuenta con dos centros médicos: el centro de salud (público), y el Policlínico San Miguel (privado).

### Instalaciones deportivas
- Campo municipal A Lomba: estadio de fútbol de Puenteareas con capacidad para 1000 personas, de césped natural donde juega el CD Cultural Areas.
- Campo municipal de Pardellas: estadio de fútbol con capacidad para más de 1000 personas, de césped natural donde juega el S.D. Juvenil de Puenteareas, cuyo complejo deportivo también cuenta con otro campo de hierba artificial.
- Complejo deportivo Álvaro Pino. Está formado por la piscina municipal de Puenteareas (zona acuática y zona dinámica), más dos pabellones y dos pistas de pádel.[116]
- Área recreativa A Freixa. Está formada por pistas de tenis y una pista multideportiva.

### Transporte

#### Estación de autobuses
Situada en la calle Carballos, actualmente cuenta con cuatro empresas de autocares (Ojea, Raúl, G. Monbus, y Auto-Res) que transportan diariamente a los vecinos de Puenteareas hasta destinos importantes como Madrid, Orense y Vigo. Además, cuenta con un amplio servicio de viajes hacia poblaciones cercanas como Porriño, Mondariz, Salvatierra de Miño, La Cañiza, Ribadavia, entre otros.

#### Taxi
Actualmente existen dos paradas de Taxis: en la calle de Darío Bugallal y en la plaza de Bugallal.

#### Carreteras
| Identificador | Itinerario                | Nota |
| ------------- | ------------------------- | --- |
| A-52          | Autovía de las Rías Bajas | Benavente – La Gudiña – Verín – Ginzo de Limia – Orense – Ribadavia – La Cañiza – Puenteareas – Porriño        |
| N-120         | Carretera N-120           | Logroño - Burgos - León - Astorga - Ponferrada - Orense – Ribadavia – La Cañiza – Puenteareas – Porriño - Vigo |
| PO-403        | Comarcal PO-403           | Puenteareas - Salvatierra de Miño                                                                              |
| PO-254        | Comarcal PO-254           | Puenteareas - Mondariz-Balneario - Mondariz                                                                    |

Puenteareas se encuentra comunicado por la autovía de las Rías Bajas (A-52) con Vigo (a 25 km); con Pontevedra (a 51 km); y con Orense (a 70 km). Además, Monção (Portugal) se encuentra a 12 km por la carretera comarcal PO-403 en buen estado de conservación.

## Ciudades hermanadas
Puenteareas se encuentra hermanada, estableciendo vínculos de carácter cultural y turístico, con:
- Redondela, España (desde 1972)
- La Orotava, España (desde 1983)
- Monóvar, España
- Huelva, España (desde 2009)
- Newport, Reino Unido
- Galway, Irlanda (desde 2015)